# Polska Partia Socjalistyczna
Polska Partia Socjalistyczna (PPS) – polska partia polityczna o charakterze niepodległościowym, socjalistycznym i pracowniczym (klasyfikowana w grupie partii lewicowych), założona w listopadzie 1892 podczas tzw. zjazdu paryskiego jako Związek Zagraniczny Socjalistów Polskich. Jedna z najważniejszych w Polsce sił politycznych do 1948.
Przez niemal cały okres Polskiej Rzeczypospolitej Ludowej (po współtworzeniu przez krajową organizację PZPR) działała jako samodzielna partia na emigracji PPS na obczyźnie. W 1987 powstała w Polsce „Polska Partia Socjalistyczna”, na czele której stanęli Jan Józef Lipski i Piotr Ikonowicz. Wskutek różnic w zakresie strategii wobec władz komunistycznych, doszło do podziałów na kilka ugrupowań (PPS Jana Józefa Lipskiego, PPS-Rewolucja Demokratyczna i Tymczasowy Komitet Krajowy Polskiej Partii Socjalistycznej).
Na XXV Kongresie PPS w dniach 27–29 października 1990 wszystkie partie odwołujące się do tradycji PPS w kraju połączyły się ze strukturami PPS na emigracji, zachowując tym samym ciągłość istnienia partii od jej powstania w 1892.

## Reprezentacja w organach władzy
PPS współtworzyła szereg rządów II RP (m.in. Tymczasowy Rząd Ludowy Republiki Polskiej na czele z Ignacym Daszyńskim, pierwszym premierem Polski; jego następcą na stanowisku był także działacz PPS, Jędrzej Moraczewski) oraz na uchodźstwie (premierami z ramienia PPS na emigracji byli Tomasz Arciszewski, Tadeusz Tomaszewski, Antoni Pająk i Alfred Urbański), a także dwa pierwsze rządy Polski Ludowej (działaczami „lubelskiej” PPS byli dwaj pierwsi premierzy po II wojnie światowej, Edward Osóbka-Morawski i Józef Cyrankiewicz); od 2023 przedstawiciel PPS zasiada w rządzie w randze wiceministra. Marszałkiem Sejmu z PPS był w latach 1928–1930 Ignacy Daszyński. PPS posiadała kilkudziesięcioosobową reprezentację w parlamencie II RP w latach 1919–1935, a także w Krajowej Radzie Narodowej w latach 1944–1947. W Sejmie Ustawodawczym reprezentowana była początkowo przez 116 posłów, jednak ich liczba przed połączeniem partii z PPR w grudniu 1948 zmalała do poniżej 100.
Od reaktywacji działalności w Polsce po upadku PRL, PPS kilkukrotnie miała własnych – pojedynczych lub kilku – reprezentantów w parlamencie (w Sejmie kontraktowym oraz II, III i IX kadencji, a także w Senacie II, III, IV, V i X kadencji). W latach 1994–1997 i 2021–2023 funkcjonowało koło PPS. Ponadto w latach 1999–2000 istniało w parlamencie koło PPS-Ruch Ludzi Pracy.

## Poparcie w wyborach

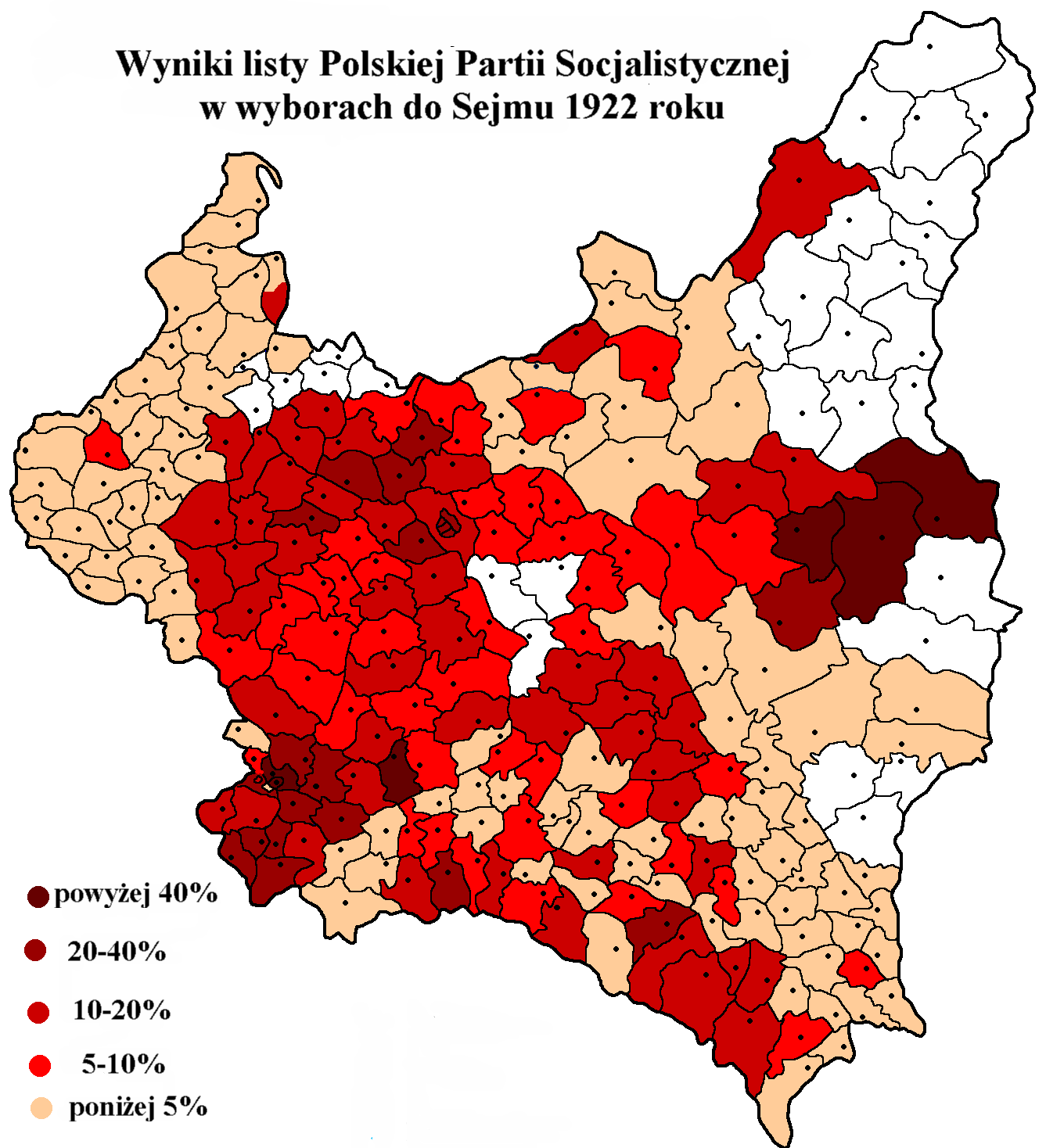
Wyniki Polskiej Partii Socjalistycznej w wyborach do Sejmu w 1922

### Duma Narodowa
| Wybory | Liczba mandatów | Zmiana |
| ------ | --------------- | ------ |
| 1906   | 0/497           | −      |
| 1907   | 0/500           | 0      |
| 1907   | 0/435           | 0      |
| 1912   | 1/437           | 1      |

### Sejm
| Wybory         | Głosy | Głosy                | Mandaty              | Mandaty              |
| Wybory         | Liczba | %                    | Liczba               | +/−                  |
| -------------- | --- | -------------------- | -------------------- | -------------------- |
| 1919           | 515 062 | 9,2 (#4)             | 35/394               | −                    |
| 1922           | 906 537 | 10,3 (#5)            | 41/444               | 6                    |
| 1928           | 1 482 097 | 13,0 (#2)            | 64/444               | 23                   |
| 1930           | |                      | 23/444               | 41                   |
| 1930           | W koalicji Centrolew, która uzyskała 79 mandatów.                                                                                   |                      |                      |                      |
| 1935           | Wybory zbojkotowano. | Wybory zbojkotowano. | Wybory zbojkotowano. | Wybory zbojkotowano. |
| 1938           | Wybory zbojkotowano. | Wybory zbojkotowano. | Wybory zbojkotowano. | Wybory zbojkotowano. |
| 1947 (sfałsz.) | |                      | 116/444              |                      |
| 1947 (sfałsz.) | W koalicji Blok Demokratyczny, która uzyskała 394 mandaty.                                                                          |                      |                      |                      |
| 1989           | |                      | 2/460                | 2                    |
| 1989           | W Komitecie Obywatelskim „Solidarność”, który uzyskał 161 mandatów.                                                                 |                      |                      |                      |
| 1991           | |                      | 0/460                | 2                    |
| 1991           | Z list Solidarności Pracy, która uzyskała 4 mandaty i Ruchu Demokratyczno-Społecznego, który uzyskał 1 mandat.                      |                      |                      |                      |
| 1993           | |                      | 4/460                | 4                    |
| 1993           | W koalicji Sojusz Lewicy Demokratycznej, która uzyskała 171 mandatów.                                                               |                      |                      |                      |
| 1997           | |                      | 3/460                | 1                    |
| 1997           | W koalicji Sojusz Lewicy Demokratycznej, która uzyskała 164 mandaty.                                                                |                      |                      |                      |
| 2001           | 13 459 | 0,1 (#11)            | 0/460                | 3                    |
| 2005           | |                      | 0/460                |                      |
| 2005           | Z list Polskiej Partii Pracy, która nie uzyskała mandatów.                                                                          |                      |                      |                      |
| 2007           | |                      | 0/460                |                      |
| 2007           | Z list Polskiej Partii Pracy, która nie uzyskała mandatów i koalicji Lewica i Demokraci, która uzyskała 53 mandaty.                 |                      |                      |                      |
| 2011           | |                      | 0/460                |                      |
| 2011           | Z list Sojuszu Lewicy Demokratycznej, który uzyskał 27 mandatów i Polskiej Partii Pracy – Sierpień 80, która nie uzyskała mandatów. |                      |                      |                      |
| 2015           | |                      | 0/460                |                      |
| 2015           | W koalicji Zjednoczona Lewica, która nie uzyskała mandatów.                                                                         |                      |                      |                      |
| 2019           | |                      | 0/460                |                      |
| 2019           | Z list Sojuszu Lewicy Demokratycznej, który uzyskał 49 mandatów.                                                                    |                      |                      |                      |
| 2023           | |                      | 0/460                |                      |
| 2023           | Z list Nowej Lewicy, która uzyskała 26 mandatów.                                                                                    |                      |                      |                      |

### Senat
| Wybory | Głosy                                                                                         | Głosy                                 | Mandaty                               | Mandaty                               |
| Wybory | Liczba                                                                                        | %                                     | Liczba                                | +/−                                   |
| ------ | --------------------------------------------------------------------------------------------- | ------------------------------------- | ------------------------------------- | ------------------------------------- |
| 1922   | 468 147                                                                                       | 8,4 (#5)                              | 7/111                                 |                                       |
| 1928   | 715 556                                                                                       | 11,2 (#3)                             | 10/111                                | 3                                     |
| 1930   |                                                                                               |                                       | 5/111                                 | 5                                     |
| 1930   | W koalicji Centrolew, która uzyskała 13 mandatów.                                             |                                       |                                       |                                       |
| 1935   | Wybory zbojkotowano.                                                                          | Wybory zbojkotowano.                  | Wybory zbojkotowano.                  | Wybory zbojkotowano.                  |
| 1938   | Wybory zbojkotowano.                                                                          | Wybory zbojkotowano.                  | Wybory zbojkotowano.                  | Wybory zbojkotowano.                  |
| 1989   |                                                                                               |                                       | 1/100                                 |                                       |
| 1989   | W Komitecie Obywatelskim „Solidarność”, który uzyskał 99 mandatów.                            |                                       |                                       |                                       |
| 1991   |                                                                                               |                                       | 0/100                                 | 1                                     |
| 1991   | Z ramienia Solidarności Pracy i Ruchu Demokratyczno-Społecznego, które nie uzyskały mandatów. |                                       |                                       |                                       |
| 1993   |                                                                                               |                                       | 1/100                                 | 1                                     |
| 1993   | W koalicji Sojusz Lewicy Demokratycznej, która uzyskała 37 mandatów.                          |                                       |                                       |                                       |
| 1997   |                                                                                               |                                       | 2/100                                 | 1                                     |
| 1997   | W koalicji Sojusz Lewicy Demokratycznej, która uzyskała 28 mandatów.                          |                                       |                                       |                                       |
| 2001   | 131 987                                                                                       | 0,5 (#11)                             | 0/100                                 | 2                                     |
| 2005   | Nie wzięła udziału.                                                                           | Nie wzięła udziału.                   | Nie wzięła udziału.                   | Nie wzięła udziału.                   |
| 2007   | Komitet nie zarejestrował kandydatów.                                                         | Komitet nie zarejestrował kandydatów. | Komitet nie zarejestrował kandydatów. | Komitet nie zarejestrował kandydatów. |
| 2011   |                                                                                               |                                       | 0/100                                 |                                       |
| 2011   | Z ramienia Sojuszu Lewicy Demokratycznej, który nie uzyskał mandatów.                         |                                       |                                       |                                       |
| 2015   |                                                                                               |                                       | 0/100                                 |                                       |
| 2015   | W koalicji Zjednoczona Lewica, która nie uzyskała mandatów.                                   |                                       |                                       |                                       |
| 2019   |                                                                                               |                                       | 1/100                                 | 1                                     |
| 2019   | Z ramienia Sojuszu Lewicy Demokratycznej, który uzyskał 2 mandaty.                            |                                       |                                       |                                       |
| 2023   |                                                                                               |                                       | 1/100                                 |                                       |
| 2023   | Z ramienia Nowej Lewicy, która uzyskała 9 mandatów.                                           |                                       |                                       |                                       |

### Wybory prezydenckie
| II Rzeczpospolita | II Rzeczpospolita                | II Rzeczpospolita | II Rzeczpospolita | II Rzeczpospolita | II Rzeczpospolita |
| Rok               | Kandydat                         | Pierwsza tura     | Pierwsza tura     | Druga tura        | Druga tura        |
| Rok               | Kandydat                         | Głosy             | %                 | Głosy             | %                 |
| ----------------- | -------------------------------- | ----------------- | ----------------- | ----------------- | ----------------- |
| 1922              | Ignacy Daszyński                 | 49                | 9,1 (#5)          | 1                 | 0,2 (#5)          |
| 1926              | poparcie dla Józefa Piłsudskiego | 292               | 60,2 (#1)         |                   |                   |
| 1926              | Zygmunt Marek                    | 56                | 11,6 (#3)         | 1                 | 0,2 (#3)          |

| III Rzeczpospolita | III Rzeczpospolita                                              | III Rzeczpospolita                                              | III Rzeczpospolita                                              | III Rzeczpospolita |
| Rok                | Kandydat                                                        | Pierwsza tura                                                   | Pierwsza tura                                                   |                    |
| Rok                | Kandydat                                                        | Głosy                                                           | %                                                               |                    |
| ------------------ | --------------------------------------------------------------- | --------------------------------------------------------------- | --------------------------------------------------------------- | ------------------ |
| 1990               | ? (nie poparła żadnego kandydata lub poparcie dla Lecha Wałęsy) | ? (nie poparła żadnego kandydata lub poparcie dla Lecha Wałęsy) | ? (nie poparła żadnego kandydata lub poparcie dla Lecha Wałęsy) |                    |
| 1995               | poparcie dla Tadeusza Zielińskiego                              | 631 432                                                         | 3,5 (#6)                                                        |                    |
| 2000               | Piotr Ikonowicz                                                 | 38 672                                                          | 0,2 (#10)                                                       |                    |
| 2005               | poparcie dla Daniela Podrzyckiego                               | zmarł                                                           | zmarł                                                           |                    |
| 2010               | Nie poparła żadnego kandydata.                                  | Nie poparła żadnego kandydata.                                  | Nie poparła żadnego kandydata.                                  |                    |
| 2015               | poparcie dla Wandy Nowickiej                                    | kand. niezarejestr.                                             | kand. niezarejestr.                                             |                    |
| 2020               | poparcie dla Roberta Biedronia                                  | 432 129                                                         | 2,2 (#6)                                                        |                    |
| 2025               | poparcie dla Magdaleny Biejat                                   | 829 361                                                         | 4,2 (#7)                                                        |                    |

## Historia PPS

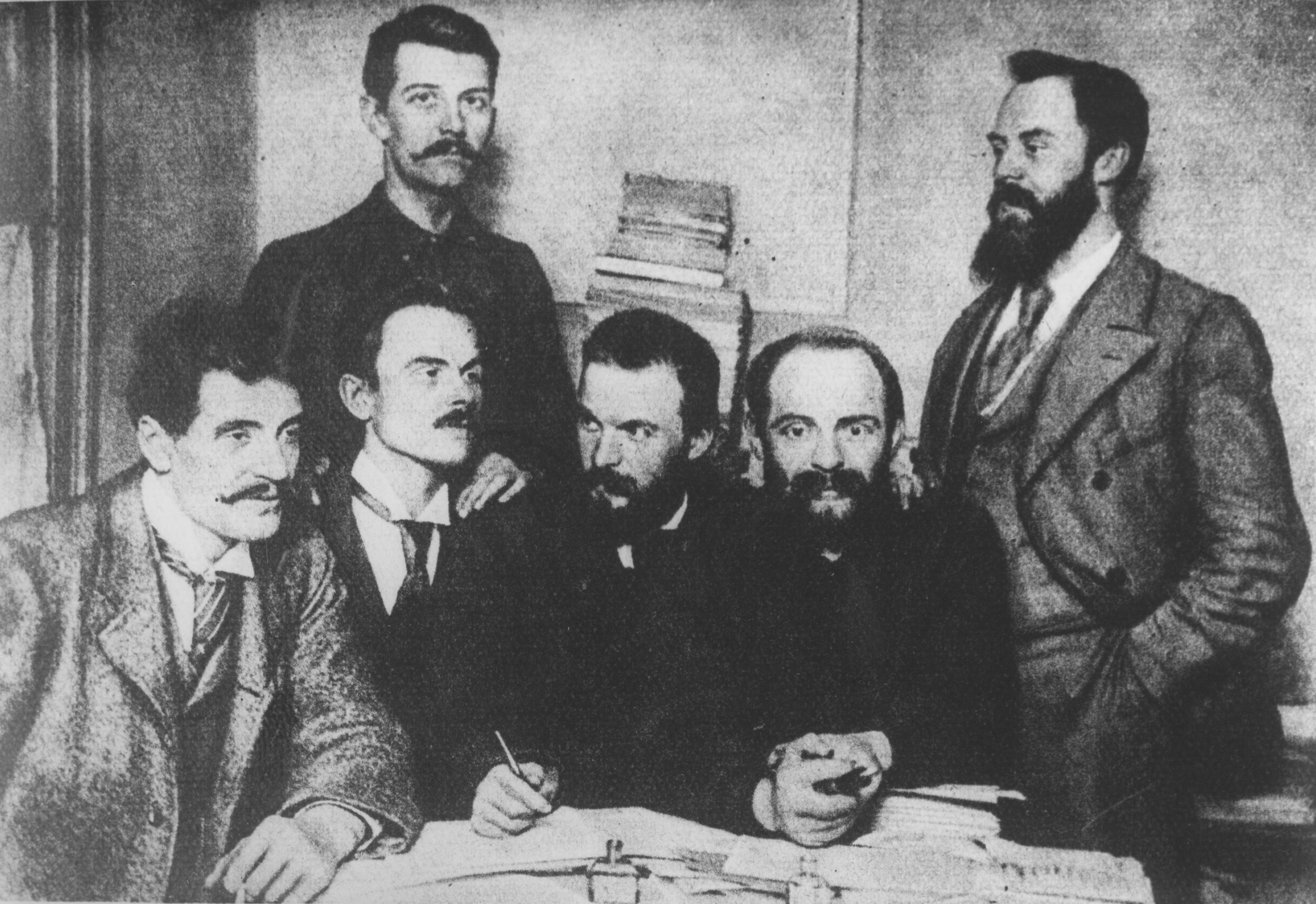
Delegaci PPS na kongres II Międzynarodówki. Londyn 1896. Siedzą od lewej: Ignacy Mościcki, Bolesław Jędrzejowski, Józef Piłsudski, Aleksander Dębski. Stoją: Bolesław Miklaszewski, Witold Jodko-Narkiewicz

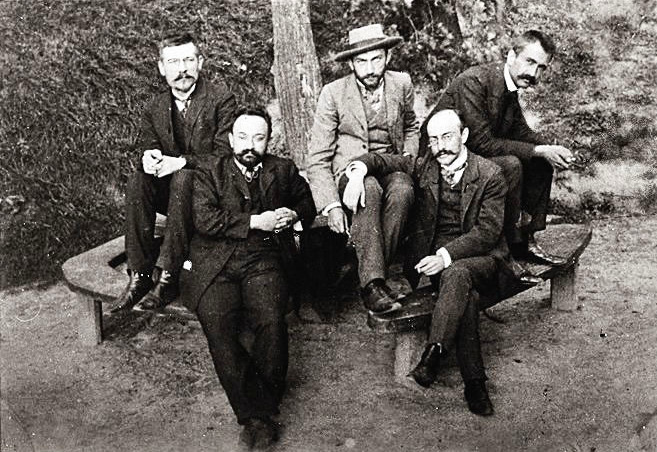
Działacze PPS przed 1905. Od lewej: Bolesław Czarkowski, Aleksander Sulkiewicz, Bolesław Jędrzejowski, Józef Kwiatek, Walery Sławek

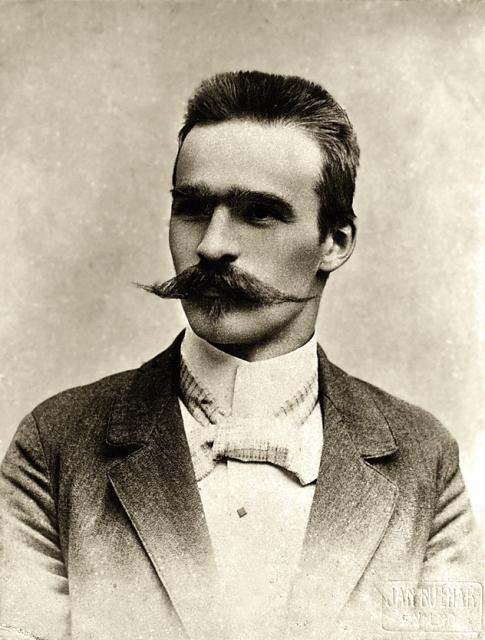
Józef Piłsudski, członek CKR PPS w 1899

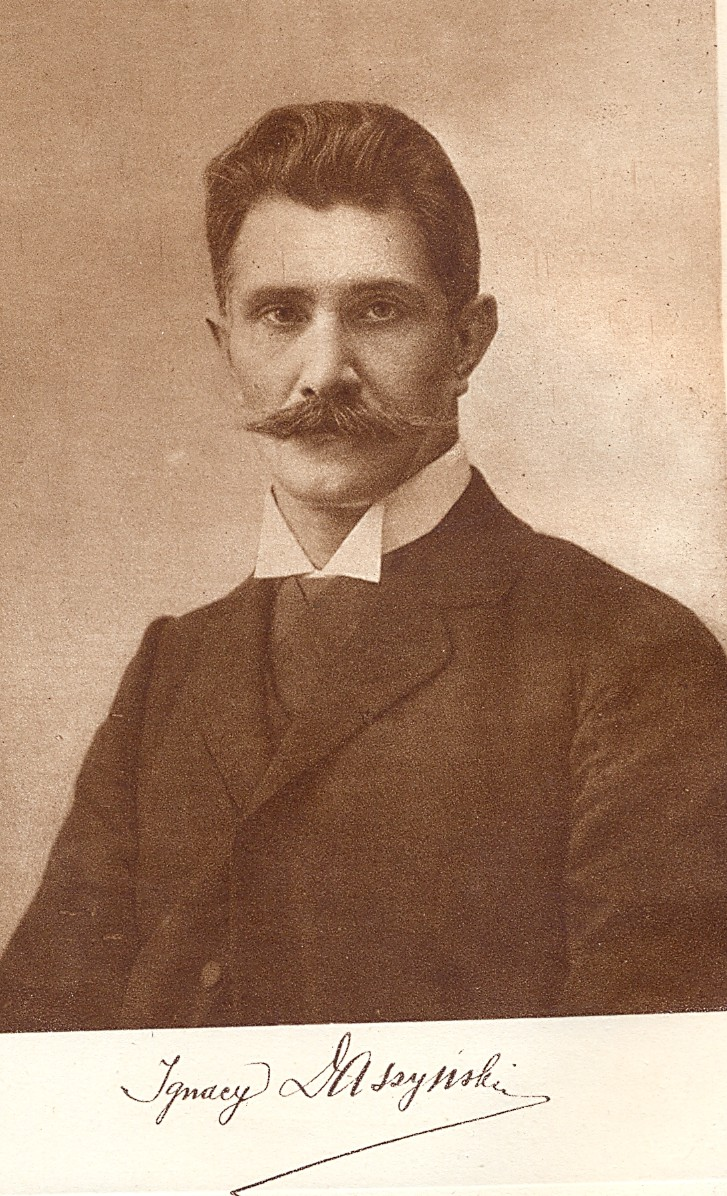
Ignacy Daszyński przed 1914

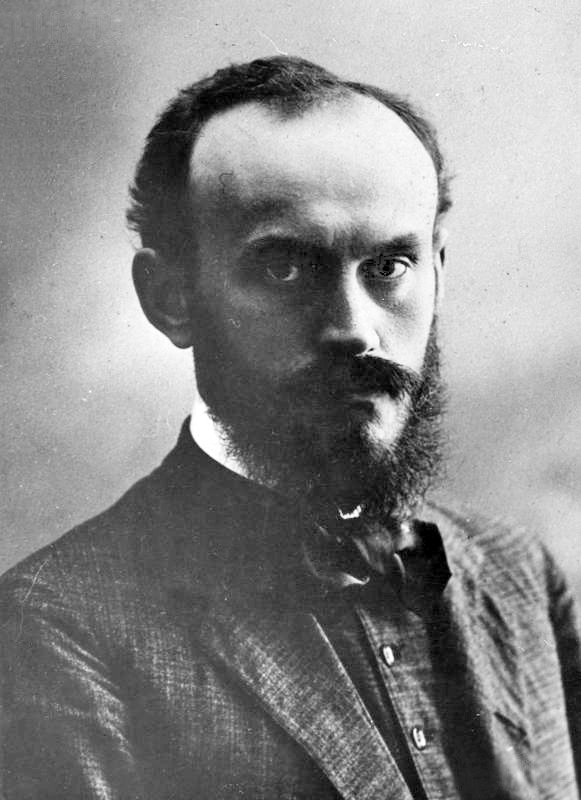
Józef Mirecki – Montwiłł, członek Organizacji Bojowej PPS, stracony na Cytadeli w 1908

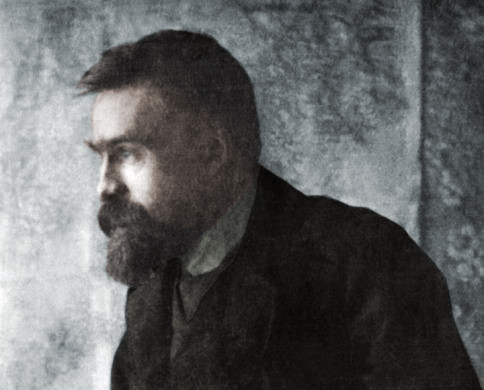
Józef Piłsudski, redaktor gazety „Robotnik”

### Zjazd założycielski
PPS powstała na zjeździe założycielskim, który odbył się w dniach 17–23 listopada 1892 w Paryżu. Uczestniczyli w nim delegaci reprezentujący cztery polskie organizacje socjalistyczne. Imionami posługiwano się w czasie Zjazdu z powodów konspiracyjnych:
- Polska Socjalno-Rewolucyjna Partia „Proletariat” – skupieni wokół pisma „Przedświt”:
  - Aleksander Dębski ps. „Gustaw”,
  - Bolesław Antoni Jędrzejowski ps. „Bolesław”,
  - Witold Jodko-Narkiewicz ps. „Aleksander”,
  - Stanisław Mendelson ps. „Mieczysław”,
  - Maria Jankowska-Mendelson ps. „Marian”,
  - Feliks Perl ps. „Feliks”,
  - Wacław Skiba ps. „Władysław”,
  - Aleksander Sulkiewicz ps. „Kazimierz”;
- Związek Robotników Polskich:
  - Stanisław Grabski ps. „Stanisław” (formalnie nie był delegowany przez Związek);
- Zjednoczenie Robotnicze:
  - Edward Abramowski ps. „Józef”,
  - Jan Strożecki ps. „Stefan”,
  - Stanisław Wojciechowski ps. „Wacław”,
  - Stanisław Tylicki ps. „Wojciech”;
- Polska Gmina Narodowo-Socjalistyczna – skupieni wokół pisma „Pobudka”:
  - Jan Lorentowicz ps. „Zdzisław”,
  - Władysław Ratuld ps. „Bronisław”,
  - Maria Szeliga ps. „Marta”,
- oraz dwóch niezależnych:
  - Bolesław Limanowski ps. „Tadeusz”,
  - Wacław Podwiński ps. „Wiktor.

W istocie Zjazd nie stanowił zjazdu delegatów partii, ale zebranie osób z różnych formacji politycznych, których celem było utworzenie jednolitej partii socjalistycznej, skupionej wokół socjalistycznego i niepodległościowego programu. Do zjazdu nie przyłączyły się część grupy wydającej pismo „Przegląd Socjalistyczny” oraz członkowie „grupy socjalno-demokratycznej” z Paryża (Estera Golde, Cezaryna Wojnarowska, Stanisław Grabski, Władysław Grabski, W. Kania, I. Urbach i A. Złotnicki). W wyniku zjazdu powstał Związek Zagraniczny Socjalistów Polskich.

### Program paryski
Na zjeździe w 1892 przyjęto tzw. program paryski, pierwszy dokument polityczny Polskiej Partii Socjalistycznej. Zaczynał się od słów:
Polska Partia Socjalistyczna, jako organizacja polityczna polskiej klasy robotniczej, walczącej o swe wyzwolenie z jarzma kapitalizmu, dąży przede wszystkim do obalenia dzisiejszej niewoli politycznej i zdobycia władzy dla proletariatu. W dążeniu tym celem jej jest niepodległa rzeczpospolita demokratyczna.
Podstawowe założenia programu zawarto w dwóch filarach: ekonomicznym i politycznym, które zostały podzielone na podpunkty. W programie paryskim zawarto następujące postulaty polityczne:
Samodzielnej Rzeczpospolitej demokratycznej, opartej na następujących [zasadach]: bezpośrednie, powszechne i tajne głosowanie; prawodawstwo ludowe; całkowite równouprawnienie narodowości wchodzących w skład Rzeczypospolitej na zasadzie dobrowolnej federacji; samorząd gminny i prowincjonalny z wybieralnością urzędników administracyjnych; równość wszystkich obywateli bez różnicy płci, rasy, narodowości i wyznania; zupełna wolność słowa, druku, zebrań stowarzyszeń; bezpłatna procedura sądowa, wybieralność sędziów i sądowa odpowiedzialność urzędników; bezpłatne, przymusowe, powszechne, całkowite nauczanie; dostarczanie uczącym się środków nauczania przez państwo; postępowy podatek do dochodu i od majątku, i taki podatek od spadków; zniesienie podatków od artykułów spożywczych oraz pierwszej potrzeby.
Delegaci uchwalili następujące postulaty ekonomiczne:
Prawodawstwo pracy: ośmiogodzinny dzień roboczy, stała 36-godzinna przerwa co tydzień; minimum płacy roboczej; równa płaca dla kobiet i mężczyzn przy równej pracy; zakaz pracy dzieci do lat 14, ograniczenie pracy niedorosłych (od lat 14 do 18) do sześciu godzin na dobę; zakaz pracy nocnej w zasadzie; higiena fabryczna; zabezpieczenie państwowe w razie wypadków, braku pracy, choroby i starości; inspektor fabryczny wybierany przez samych robotników; giełda pracy i sekretariat robotniczy; zupełna wolność zmów (porozumień) robotniczych. Stopniowe uspołecznienie ziemi, narzędzi produkcji i środków komunikacji.

### Działalność w podziemiu
Po pierwszym zjeździe krajowym (Józef Piłsudski, Stanisław Wojciechowski, Aleksander Sulkiewicz, Ludwik Zajkowski, Stefan Bielak), który miał miejsce w czerwcu 1893 w Lasach Ponarskich, w sierpniu doszło do rozłamu i wydzielenia się Socjal-Demokracji Królestwa Polskiego, grupującej socjalistów o orientacji internacjonalistycznej, opozycyjnych wobec większościowej w PPS orientacji niepodległościowej. Na II Zjeździe PPS w lutym 1894 w Warszawie powołano Centralny Komitet Robotniczy w składzie: Jan Strożecki ps. „Janek”, Julian Grabowski ps. „Żul”, Józef Piłsudski ps. „Wiktor”, Paulin Klimowicz ps. „Pol” oraz dwóch zastępców: Kazimierz Pietkiewicz ps. „Fakir” oraz Wacław Naake-Załęski. Uchwalono również wydawanie pisma „Robotnik”, które stało się jednym z najistotniejszych instrumentów propagandy socjalistycznej. Po aresztowaniu w sierpniu 1894 Jana Strożeckiego, Juliana Grabowskiego i Paulina Klimowicza oraz na emigracji Wacława Naake-Zalęskiego, partią kierowali Józef Piłsudski, Kazimierz Pietkiewicz i (jako zastępca członka CKR) przybyły kwietniu 1895 z Londynu Stanisław Wojciechowski. Pomimo aresztowań organizacja rozwijała się. Powstały komitety robotnicze w Warszawie, Radomiu i Zagłębiu.
W lutym 1900 policja zdekonspirowała w Łodzi drukarnię „Robotnika” oraz aresztowała Józefa Piłsudskiego, członka CKR i redaktora gazety.
Natychmiast w Londynie Stanisław Wojciechowski wydał kolejny numer pisma, a w kraju Aleksander Sulkiewicz ps. „Michał” utworzył nowy CKR, dokooptowując Kazimierza Rożnowskiego ps. „Karol”, Henryka Sarcewicza ps. „Gaudenty” (z Białegostoku) i Feliksa Sachsa ps. „Anglik”.
W maju 1900 część działaczy z Ludwikiem Kulczyckim opowiadająca się za stosowaniem terroryzmu opuściła PPS i stworzyła wkrótce III Proletariat. Przedstawiciele Polskiej Partii Socjalistycznej wzięli udział w konferencji partii opozycyjnych i rewolucyjnych Rosji w Paryżu w 1904.
Podczas rewolucji w 1905 PPS rozrywana była przez dwa rywalizujące ze sobą środowiska: tzw. „starych” z Józefem Piłsudskim, którzy wzywali do samodzielnych akcji zbrojnych, i „młodych” liczących na obalenie caratu przy współpracy ze zrewoltowanymi masami rosyjskimi. W latach 1905–1907 zdominowana przez „starych” Organizacja Bojowa PPS przeprowadziła setki akcji bojowych i terrorystycznych (zamachy, odbijanie więźniów, ekspropriacje).
Konflikt „starych” i „młodych” w łonie partii doprowadził ostatecznie w 1906 do jej rozłamu na PPS – Frakcję Rewolucyjną („starych”) i PPS-Lewicę („młodych”).
Od 1909 PPS-Frakcja Rewolucyjna wróciła do dawnej nazwy, PPS-Lewica zaś zatraciła znaczenie – resztki jej członków wstąpiły później do Socjal-Demokracji Królestwa Polskiego i Litwy, tworząc Komunistyczną Partię Robotniczą Polski, zaś niepodległościowa część „opozycji robotniczej PPS-Lewicy” weszła do PPS. Przez kilka lat (od 1912 do 1914) działała również niezależna PPS-Opozycja powstała na skutek sporu o miejsce koncepcji niepodległościowej w programie partii.

### PPS w II Rzeczypospolitej

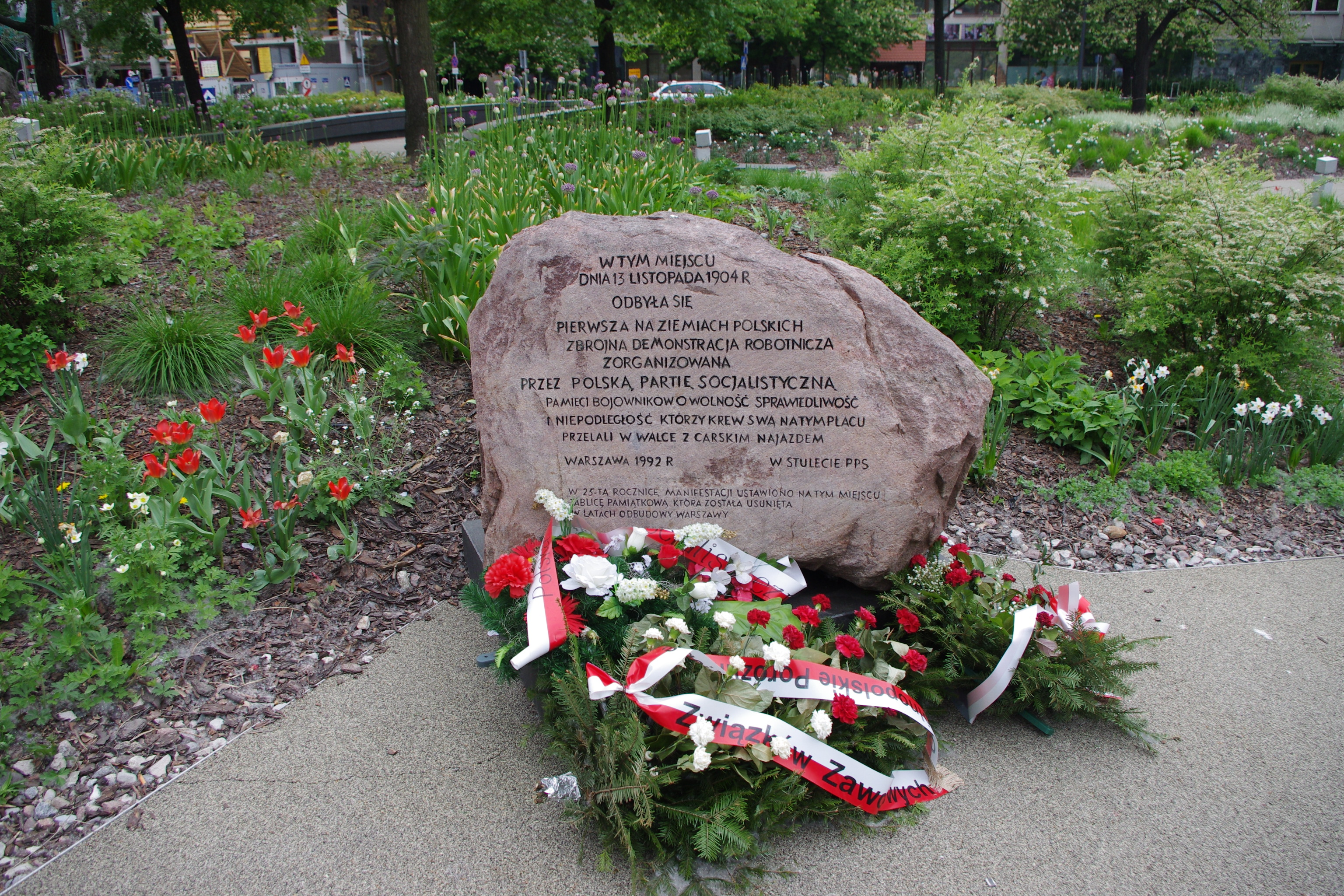
Kamień upamiętniający manifestację PPS z 13 listopada 1904, na placu Grzybowskim w Warszawie

Wraz z wybuchem I wojny światowej z PPS wystąpił Józef Piłsudski, jednak duża część partii wciąż pozostawała pod wpływem jego koncepcji niepodległościowych. XII Kongres partii w 1916 roku w Piotrkowie Trybunalskim opowiedział się za budową Polski jako niezależnej republiki demokratycznej. Po ostatnim konspiracyjnym XIV Zjeździe PPS we wrześniu 1918 partią kierował Centralny Komitet Robotniczy (CKR) w składzie: Tomasz Arciszewski (41 lat), Rajmund Jaworowski (33 lata), Marian Malinowski (42 lata), Mieczysław Niedziałkowski (25 lat), Feliks Perl (53 lata), Zygmunt Zaremba (23 lata) i Bronisław Ziemięcki (33 lata).
W listopadzie 1918 PPS stanowiła podstawę pierwszego rządu polskiego – Tymczasowego Rządu Ludowego Republiki Polskiej, na którego czele stanął Ignacy Daszyński. Jego kontynuacją był rząd Jędrzeja Moraczewskiego. Rząd ludowy Jędrzeja Moraczewskiego wprowadził dekret o czasie pracy wprowadzający normę 8-godzinnego dnia i 46-godzinnego tygodnia pracy. Wprowadził również dekrety o inspekcji pracy, o związkach zawodowych, oraz dekret o obowiązkowym ubezpieczeniu robotników na wypadek choroby. Wprowadzono również moratorium mieszkaniowe dla bezrobotnych, zakaz podwyżki komornego dla mieszkań 1–2-pokojowych ponad poziom z czerwca 1914 oraz ograniczenie prawa do eksmisji.
W wyborach do Sejmu Ustawodawczego 26 stycznia 1919 PPS zdobyła 35 (na 432) mandatów poselskich, co poczytywano za porażkę. W kwietniu tego samego roku miało również miejsce zjednoczenie trzech organizacji partyjnych wywodzących się z poszczególnych zaborów: Polskiej Partii Socjalistycznej zaboru pruskiego i Polskiej Partii Socjalno-Demokratycznej Galicji i Śląska Cieszyńskiego.

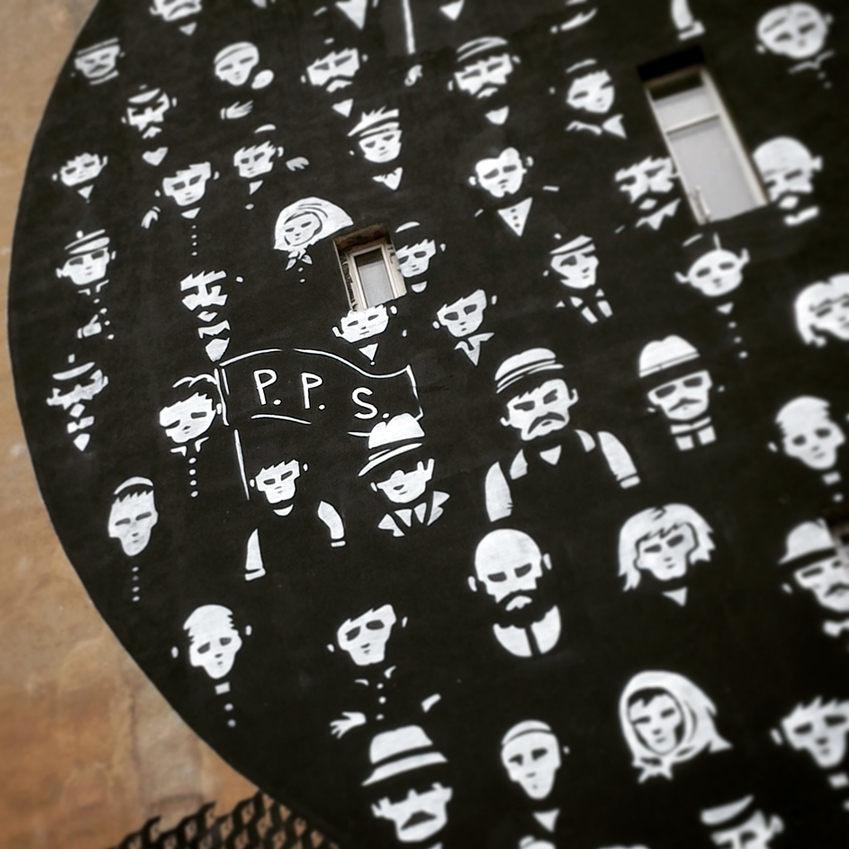
Fragment łódzkiego muralu o Rewolucji 1905 roku z widoczną flagą Polskiej Partii Socjalistycznej

W czasie wojny polsko-bolszewickiej w 1920 PPS, pomimo oporów, weszła do rządu obrony narodowej (Wincentego Witosa), w którym Ignacy Daszyński objął tekę wicepremiera, zaś Norbert Barlicki (jego zastępcą był Bronisław Ziemięcki) wszedł w skład Rady Obrony Państwa.
PPS w sierpniu 1920 organizowała Robotniczy Komitet Obrony Warszawy oraz Robotniczy Pułk Obrony Warszawy. Wielu działaczy PPS wzięło udział w walkach w oddziałach regularnych, jak i dywersji na tyłach Armii Czerwonej (m.in. Tomasz Arciszewski, Adam Ciołkosz, Stanisław Dubois, Józef Dzięgielewski, Rajmund Jaworowski, Antoni Pajdak, Adam Szczypiorski). W trakcie walk, jako porucznik 108 Pułku Ułanów zginął Aleksander Napiórkowski, członek CKW PPS i poseł na Sejm Ustawodawczy.
Biura Werbunkowe PPS od połowy lipca do końca sierpnia 1920 zwerbowały ogółem 1643 osoby. W poszczególnych okręgach zwerbowano:
| okręg                         | zwerbowano osób |
| ----------------------------- | --------------- |
| Warszawa                      | 311             |
| Warszawa podmiejska           | 78              |
| Lwów                          | 430             |
| Zagłębie Dąbrowskie           | 304             |
| Częstochowa                   | 263             |
| Lublin                        | 74              |
| Radomsko                      | 33              |
| Pabianice                     | 75              |
| Drohobycz-Glinik Mariampolski | 56              |
| inne miejscowości             | 19              |

Przeważająca większość zwerbowanych ochotników (1101 osób) została skierowana do 201 Pułku Piechoty (pułk POW w Jabłonnie), którym dowodził Adam Koc. Pozostałych zaś skierowano do batalionów zapasowych: 1 Pułku Piechoty Legionów w Jabłonnie, 3 Pułku Piechoty Legionów w Warszawie i 6 Pułku Piechoty Legionów w Płocku. Zwerbowani ochotnicy stawali na komisjach przeglądowych nie w miejscu zamieszkania, lecz bezpośrednio w pułkach.
W związku z tworzonymi przez PPS osobnymi oddziałami wojskowymi „Kurier Warszawski” pisał: PPS zaprowadza w pułkach przez siebie zwerbowanych i organizowanych regulamin socjalistyczny, zalecając żołnierzom przemawiać do przełożonych słowami «Towarzyszu komendancie».
Obok akcji werbunku ochotników do wojska Wydział Wojskowy prowadził również tzw. akcję specjalną. Pod tym terminem rozumiano organizację grup wywiadowczych, oddziałów dywersyjnych i partyzanckich, działających na tyłach Armii Czerwonej, oraz tworzenie tzw. rezerw robotniczych.
Niektórzy szeregowi członkowie partii, mimo zakazu kierownictwa, wzięli udział w organizowaniu komitetów rewolucyjnych. Członkowie PPS brali udział w pracach następujących 11 komitetów rewolucyjnych: Białystok, Ciechanów, Grajewo, Lipno, Łomża, Łuków, Ostrołęka, Radzyń, Siedlce, Sobienice i Wysokie Mazowieckie. Dane te są niepełne, ponieważ członkowie PPS pracowali poza tym w organizacjach terenowych Związku Zawodowego Robotników Rolnych RP, które wzięły czynny udział w pracach komitetów rewolucyjnych, szczególnie folwarcznych.
Organizacje terenowe PPS, mimo czasem daleko posuniętego radykalizmu, były w poważnej mierze uprzedzone do Armii Czerwonej i władzy radzieckiej. Likwidacji tych uprzedzeń nie sprzyjał fakt, że komuniści rosyjscy, pracownicy wydziałów politycznych Armii Czerwonej, którzy nie zawsze orientowali się w stosunkach polskich, traktowali członków PPS jako kontrrewolucjonistów i zwolenników rządów burżuazyjnych.
W kilka dni po wkroczeniu Armii Czerwonej do Białegostoku organizacja PPS w tym mieście na zebraniu w dniu 31 lipca przyjęła następującą rezolucję: ,,Wobec zwolnienia naszego miasta od władzy reakcyjnych sił i utworzenia nowego rządu, opartego na zasadach rzeczywistej wolności i braterstwa, witamy entuzjastycznie powstanie tego rządu jako najbardziej odpowiadającego celom i interesom klasy pracującej i dla uniknięcia możliwego rozbicia sił, postanawiamy podporządkować się większości i przystąpić do wspólnej pracy z partią komunistyczną dla osiągnięcia ostatecznego ideału wszystkich dotąd skrzywdzonych i wydziedziczonych – ustroju socjalistycznego”. Rezolucję tę podpisali: przewodniczący Biernacki i 28 członków organizacji PPS. W kilka dni później, 10 sierpnia, została opublikowana odezwa o rozwiązaniu organizacji PPS i wstąpieniu jej członków w szeregi KPRP. Podpisali ją: przewodniczący Biernacki, sekretarz Noskiewicz i 21 członków PPS. OKR PPS w Siedlcach wydał 14 sierpnia odezwę, w której powitał Armię Czerwoną i wezwał robotników miejskich i wiejskich oraz pracowników umysłowych do pracy dla dobra ogółu, i którą zakończył hasłem: „Niech żyje Polska Republika Socjalistyczna”. Po wycofaniu się Armii Czerwonej z tych terenów CKW PPS na początku września wyłonił specjalną komisję w składzie: Bronisław Ziemięcki, Kazimierz Pużak, Zygmunt Żuławski, która miała przeprowadzić dochodzenie przeciwko członkom i organizacjom PPS oskarżonym o współpracę z Armią Czerwoną i komunistami polskimi.
W połowie 1921 roku PPS miała około 55 tys. członków. PPS tradycyjnie angażowała się w ruchy związkowy i spółdzielczy, z partią współpracowały też pozostające w jej strefie wpływów organizacje, takie jak np. Towarzystwo Uniwersytetów Robotniczych (TUR), Czerwone Harcerstwo, Klasowe Związki Zawodowe czy Związek Niezależnej Młodzieży Socjalistycznej.
W wyborach parlamentarnych w 1922 PPS uzyskała 41 mandatów poselskich oraz 7 senatorskich. W tym czasie doszło do jednego z najpoważniejszych sporów o przyszłość Polski w trakcie wyboru na prezydenta Gabriela Narutowicza. PPS wezwała wówczas do obrony prezydenta i konstytucji. W trakcie ulicznych walk zginął chorąży sztandaru PPS Jan Kałuszewski. Po śmierci Gabriela Narutowicza PPS wspierała pozapartyjny rząd gen. Władysława Sikorskiego. Jednak po jego upadku i powstaniu w maju 1923 centroprawicowego rządu Wincentego Witosa doszło do starcia z rządem. W wyniku inflacji i drożyzny związki zawodowe zbliżone do PPS ogłosiły strajk na kolei. Rząd przystąpił do militaryzacji kolei. PPS i Komisja Centralna Związków Zawodowych ogłosiły w odpowiedzi 5 listopada 1923 strajk powszechny. Rząd wyprowadził wojsko na ulice. Doszło do starć w Krakowie, Borysławiu i Tarnowie, nazwanych później „powstaniem krakowskim”, w których były ofiary śmiertelne po stronie wojska i robotników. Przesądziło to o upadku rządu Wincentego Witosa.
Zadania uspokojenia sytuacji gospodarczej podjął się rząd Władysława Grabskiego, który doprowadził m.in. do ustawy o wykonaniu reformy rolnej. Kolejny kryzys gospodarczy w 1925 doprowadził do stworzenia koalicyjnego rządu Aleksandra Skrzyńskiego z udziałem działaczy PPS: Jędrzeja Moraczewskiego, a następnie Norberta Barlickiego jako ministra robót publicznych oraz Bronisława Ziemięckiego jako ministra pracy i opieki społecznej. Z uwagi na zmiany polityki rządu, które prowadziłyby do obniżki płac pracowników państwowych i podwyżce podatków pośrednich, PPS 20 kwietnia 1926 wycofał się z rządu, powodując jego upadek. Posłowie PPS składali wniosek o rozwiązanie Sejmu, jednak wniosek ten był odrzucany przez centrowo-prawicową większość. Dlatego też w 1926 PPS początkowo poparła przewrót majowy dokonany przez Józefa Piłsudskiego. Związany z partią związek zawodowy kolejarzy zorganizował 13 maja strajk, który uniemożliwił rządowi przerzut do Warszawy wiernych mu wojsk z Wielkopolski. Centralny Komitet Wykonawczy PPS wezwał zaś do zorganizowania strajku powszechnego.

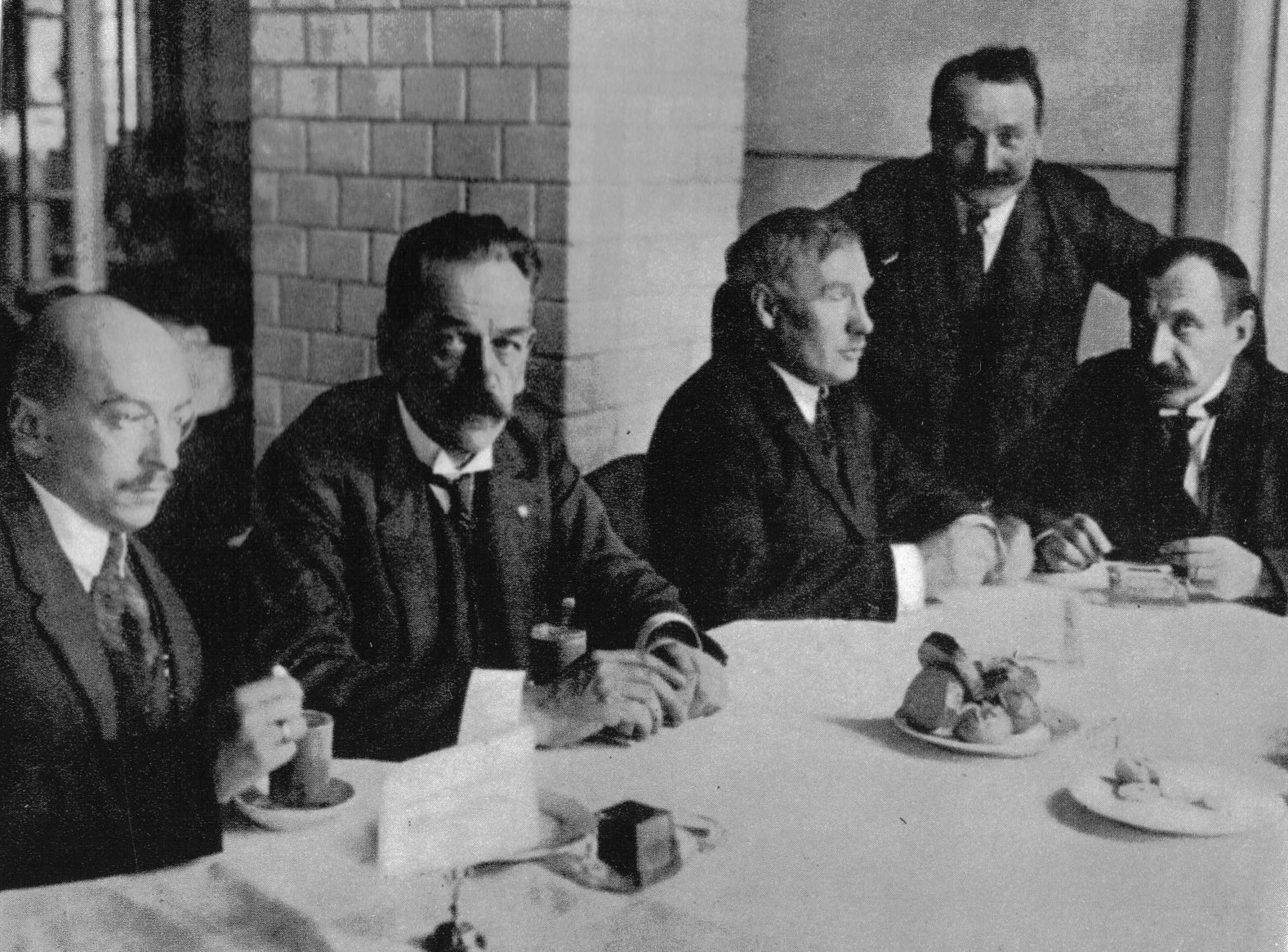
Posłowie PPS w bufecie sejmowym ok. 1926: Adam Pragier, Jędrzej Moraczewski, Norbert Barlicki, Marian Malinowski i Rajmund Jaworowski. Moraczewski i Jaworowski byli inicjatorami rozłamu, w wyniku którego w 1928 powstała PPS-dawna Frakcja Rewolucyjna

13 czerwca 1926 z lewicowych grup opozycyjnych w PPS ciążących ku współpracy z KPP i z radykalnych lewicowych elementów w związkach zawodowych utworzona została w Krakowie Polska Partia Socjalistyczna – Lewica.

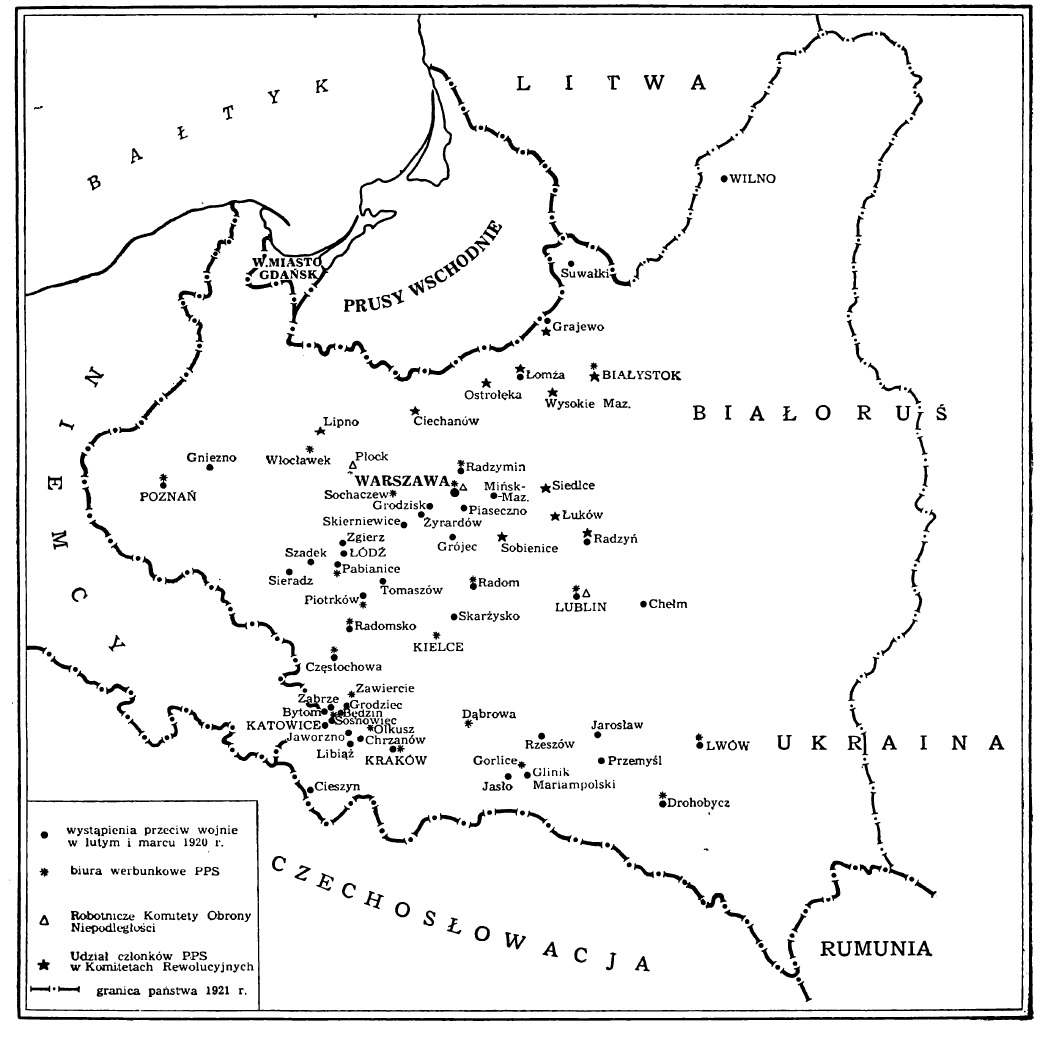
Działalność organizacji terenowych PPS w 1920 roku

Budowa rządów autorytarnych przez sanację i prawicowy kierunek rządów spowodowały, że PPS przeszła w maju 1927 do opozycji. Spowodowało to spory wewnątrz PPS. M.in. Jędrzej Moraczewski wbrew stanowisku partii wszedł do rządu Józefa Piłsudskiego, co spowodowało wykluczenie go z PPS. Spór o stosunek do nowych rządów doprowadził 17 października 1928 do rozłamu w PPS. Prosanacyjni działacze na czele z Rajmundem Jaworowskim utworzyli PPS-dawną Frakcję Rewolucyjną.
W wyborach parlamentarnych w 1928 PPS osiągnęła sukces, otrzymując 1 481 279 głosów do Sejmu (13% głosów) otrzymując 64 mandaty poselskie i 10 senatorskich. Najwięcej mandatów partia zdobyła w: województwie łódzkim – 11, województwie warszawskim – 9 oraz województwie krakowskim – 9. Natomiast dużą klęskę PPS poniosła w Warszawie, gdzie zdobyła tylko jeden mandat, oraz w Zagłębiu Dąbrowskim kosztem głosów komunistycznych. Sukcesem natomiast było zdobycie 2 mandatów w Bydgoszczy.
Od 1929 PPS była największą siłą opozycyjnego tzw. Centrolewu, w którego skład wchodziły również PSL „Wyzwolenie”, PSL „Piast”, Stronnictwo Chłopskie, Narodowa Partia Robotnicza i Polskie Stronnictwo Chrześcijańskiej Demokracji. Po rozwiązaniu przez Józefa Piłsudskiego Sejmu w 1930 nastąpiły aresztowania wielu działaczy partyjnych, z których niektórzy zostają skazani w tzw. procesie brzeskim (od nazwy miasta Brześć).

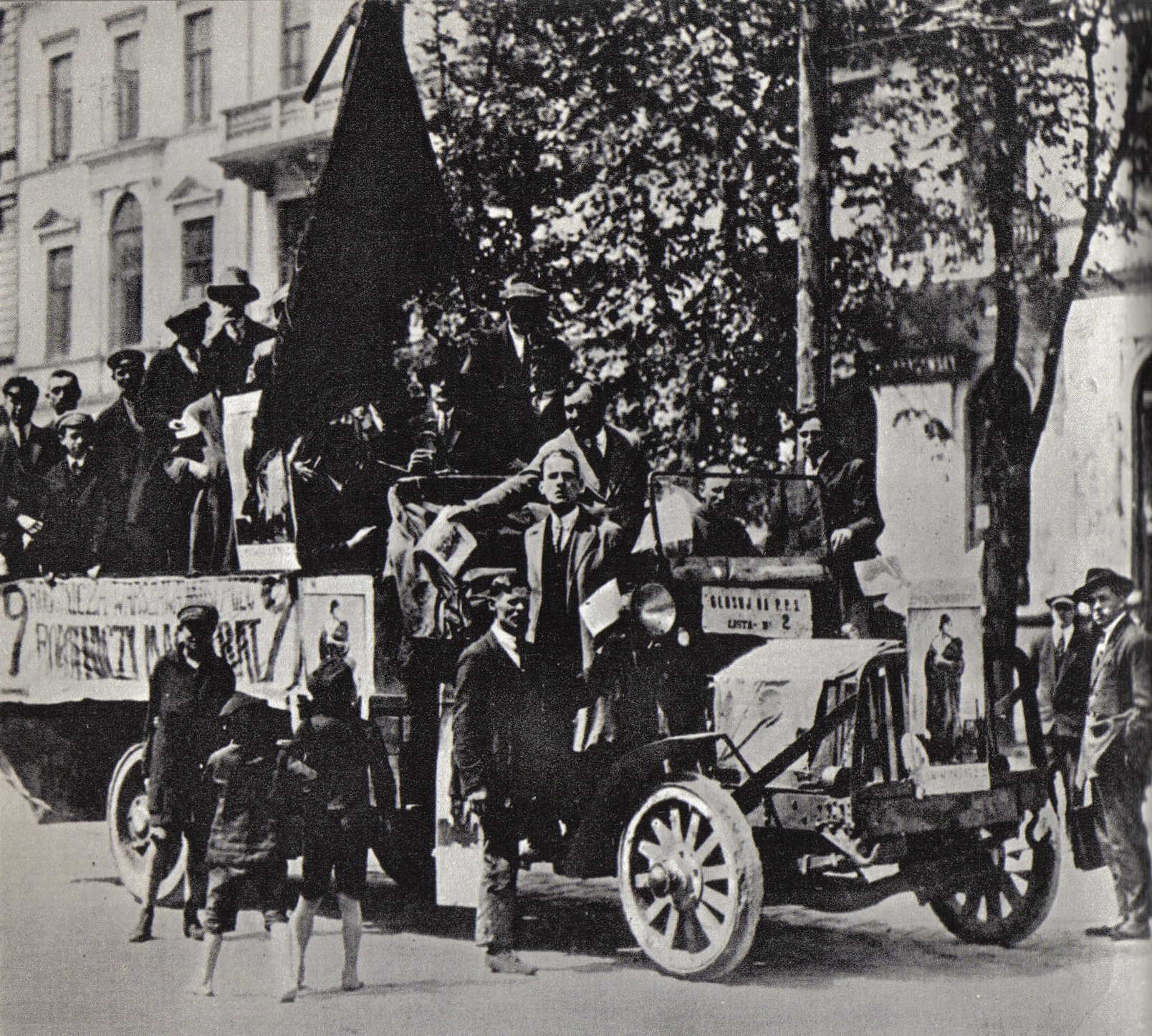
Wóz agitacyjny PPS podczas wyborów do Rady Miejskiej Warszawy w okresie międzywojennym

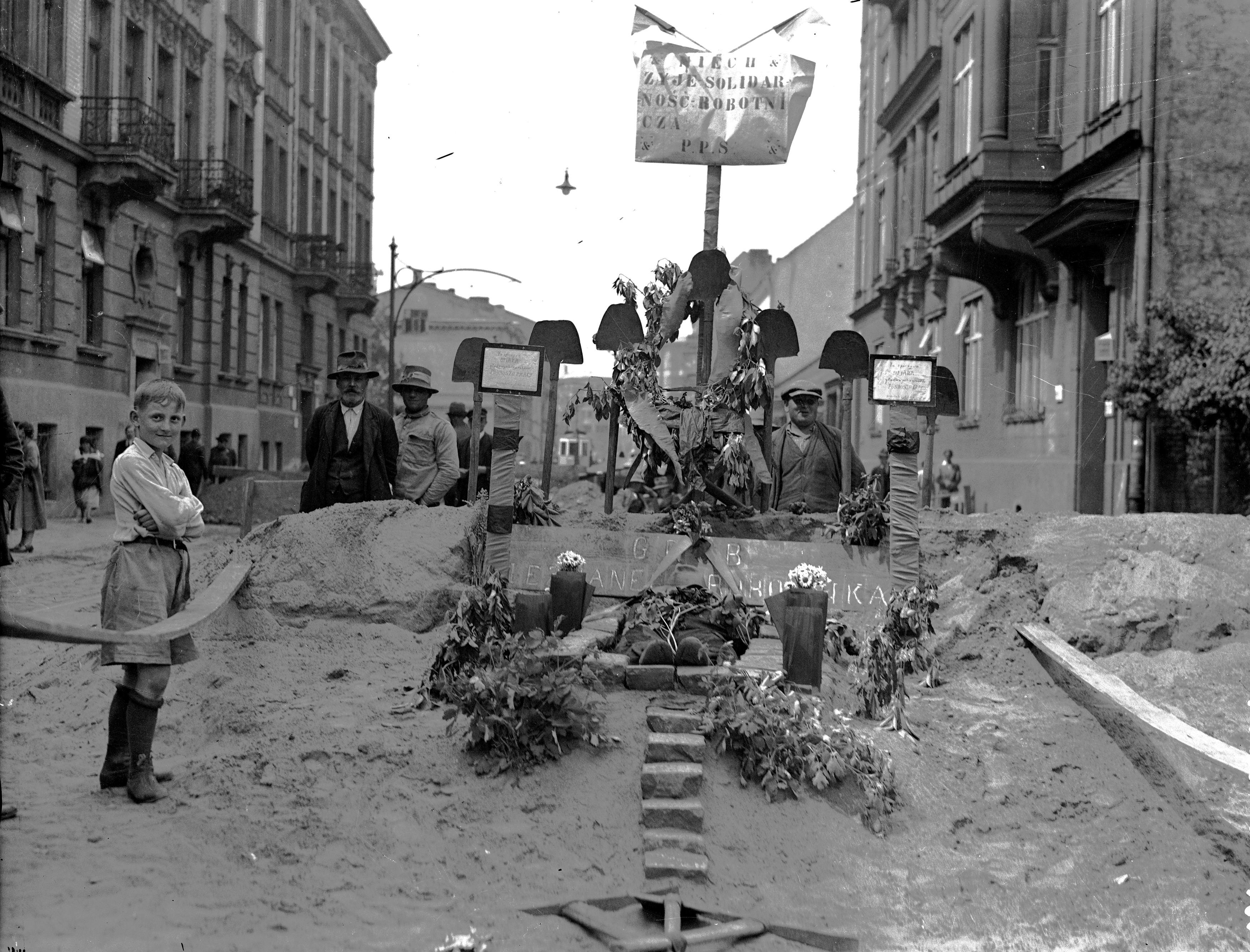
Akcja protestacyjna PPS z zaimprowizowanym grobem nieznanego robotnika w okresie międzywojennym

Pomimo to w wyborach parlamentarnych w listopadzie 1930 lista zdobyła 13% i 79 mandatów, z czego PPS zdobyła 24 mandaty.
Wybory w 1935 i 1938 były przez PPS bojkotowane.
W lutym 1937 odbył się ostatni przed wojną XXIV Kongres PPS, który wyłonił władze z przewodniczącym Rady Naczelnej Zygmuntem Żuławskim (wiceprzewodniczący Józef Grzecznarowski, Władysław Uziembło, Stanisława Woszczyńska), oraz Centralny Komitet Wykonawczy PPS w składzie: Tomasz Arciszewski (przewodniczący), Jan Kwapiński (wiceprzewodniczący), Kazimierz Pużak (sekretarz generalny, skarbnik), oraz Aleksy Bień, Adam Ciołkosz, Kazimierz Czapiński, Dorota Kłuszyńska, Adam Kuryłowicz, Mieczysław Niedziałkowski, Jan Stańczyk, Antoni Szczerkowski, Wilhelm Topinek i Zygmunt Zaremba. Kongres uchwalił program zwany „programem radomskim”.
Tuż przed wojną PPS zrzeszała ok. 21 tys. osób w 41 okręgach.
W ostatnich przed wojną wyborach samorządowych w końcu 1938 i na początku 1939 PPS w 160 miastach uzyskała 26,8% i ponad 1000 mandatów. Bezwzględną większość uzyskały listy PPS w Sosnowcu, Radomiu, Borysławiu, Dąbrowie Górniczej, oraz wraz z partiami Bund lub Poalej Syjon w: Łodzi, Piotrkowie Trybunalskim, Włocławku, Grodnie, Tarnowie, Siedlcach, Płocku, Nowym Sączu i Zamościu.
W marcu 1939 CKW zwrócił się do władz z żądaniem zwiększenia siły obronnej Polski, przywrócenia swobód obywatelskich oraz utworzenia Rządu Obrony Narodowej. Propozycje te jednak zostały odrzucone przez rządzących.

### PPS podczas II wojny światowej
We wrześniu 1939 partia włączyła się w kampanię obronną przeciwko niemieckiej agresji, powołując Robotnicze Brygady Obrony Warszawy i oddziały gdyńskich Czerwonych kosynierów, organizowała obronę cywilną, wydawała patriotyczną prasę.
W szeregach formacji zbrojnych i wśród ludności cywilnej poległo we wrześniu 1939 r. około tysiąca członków PPS.
W podziemiu działała od 1939 PPS (właśc. Centralne Kierownictwo Ruchu Mas Pracujących Miast i Wsi) – Wolność, Równość, Niepodległość. Lewica socjalistów powołała organizację Polscy Socjaliści, która częściowo połączyła się z PPS-WRN. Do czasu II Zjazdu Polskich Socjalistów, na którym dokonano aktu powołania Robotniczej Partii Polskich Socjalistów i w ciągu półrocznego okresu po nim, zarówno WRN, jak i PS mogli być uważani za autonomiczne frakcje tej samej partii. RPPS następnie podzieliła się na umiarkowaną PPS-Lewicę oraz prokomunistyczną RPPS Edwarda Osóbki. Niepowodzenie w realizacji wysuniętych przez PPS-Lewicę koncepcji frontu ludowego oraz prowadzone z nim przez PPR rozmowy i dyskusje zbliżyły ten odłam do KRN. W lipcu 1944 wydział robotniczy CKL wspólnie z kołem robotniczym KRN wydał wspólną odezwę do robotników Warszawy i okolicy wzywającą ich, by w momencie wyzwolenia ziem polskich zabezpieczali fabryki przed grabieżą i zniszczeniem. Dalszym krokiem na drodze zbliżenia do KRN było zawarcie porozumienia w okresie powstania warszawskiego między AL a PAL. W końcu sierpnia Lewica PPS i CKL zadeklarowały swoją współpracę z Polskim Komitetem Wyzwolenia Narodowego.
PPS-WRN stanowiła część polskiego państwa podziemnego, brała udział w tworzeniu konspiracyjnych oddziałów zbrojnych i zajmowała początkowo stanowisko zbieżne z polityką rządu emigracyjnego w Londynie. W latach 1941–1943 konflikt WRN z Londynem zaowocował przejściowym zawieszeniem udziału partii w ciałach politycznych podziemia i przejściowym wejściem na jej miejsce Polskich Socjalistów. Przedstawiciel PPS Kazimierz Pużak stanął na czele podziemnego parlamentu Rady Jedności Narodowej. Antoni Pajdak wszedł również w skład Krajowej Rady Ministrów.
PPS-WRN włączyła swoje oddziały wojskowe, Gwardię Ludową w skład Armii Krajowej, stanowiąc do 10% jej stanu organizacyjnego. Oddziały OW PPS czynnie włączyły się w powstanie warszawskie w 1944.
Około 7000 przedwojennych pepeesowców pozostawało podczas okupacji poza zorganizowanym ruchem socjalistycznym, bądź działało w innych organizacjach konspiracyjnych.
Straty PPS w walce z hitleryzmem były bardzo znaczne. Poległo i zmarło ponad 30 członków Rady Naczelnej i około 2 tysiące aktywnych działaczy. Większość z nich została rozstrzelana i zamordowana w obozach hitlerowskich, ale także wielu z nich zginęło w więzieniach i łagrach radzieckich.

### Powojenna PPS w kraju
Związana z PPR część działaczy Robotniczej Partii Polskich Socjalistów doprowadziła do stworzenia tzw. Odrodzonej PPS (zwanej również „lubelską”) z Edwardem Osóbką-Morawskim i Józefem Cyrankiewiczem na czele, wywodzącej się głównie z RPPS, zasilonej jednak zwłaszcza w 1945 i 1946 przez część działaczy przedwojennej PPS oraz PPS-WRN.
PPS współtworzyła rząd w latach 1945–1948, a jej przedstawiciele otrzymali wówczas funkcję premiera, wchodzili także w skład Rady Ministrów i KRN.
Część działaczy PPS-WRN kontynuowała działalność konspiracyjną zakończoną aresztowaniami. Działacze przedwojennej PPS i PPS-WRN z Zygmuntem Żuławskim na czele usiłowała się włączyć w „lubelską” PPS, co jednak zakończyło się niepowodzeniem. Niepowodzeniem okazała się również próba utworzenia legalnej Polskiej Partii Socjalno-Demokratycznej (PPSD). Ostatecznie Zygmunt Żuławski kandydował z listy PSL jako „niezależny socjalista”.
Los krajowej PPS, skupiającej 500 tysięcy osób, przypieczętował w grudniu 1948 kongres zjednoczeniowy, podczas którego partia formalnie połączyła się z komunistyczną Polską Partią Robotniczą, faktycznie natomiast została przez nią wchłonięta, tworząc Polską Zjednoczoną Partię Robotniczą.
Do zjednoczonej partii nie przyjęto sporej grupy byłych członków PPS, których uznano za prawicowców i oportunistów. Pewna część członków PPS w ogóle nie zgłosiła swojego akcesu do nowej partii. W listopadzie 1956 Biuro Polityczne KC PZPR powołało komisję, która przywróciła prawa członków partii grupie ponad 2000 działaczy byłej PPS.

### Emigracyjna PPS
Na emigracji krajową PPS reprezentował Komitet Zagraniczny PPS, który uczestniczył we wszystkich gabinetach rządu RP na uchodźstwie (m.in. w rządzie Stanisława Mikołajczyka przedstawiciel PPS Jan Kwapiński pełnił funkcję wicepremiera, zaś w następnym gabinecie na czele stanął przybyły z kraju socjalista Tomasz Arciszewski).
Po 1948 przetrwała niezależna PPS na emigracji, na czele której stali Adam Ciołkosz i Zygmunt Zaremba, od lat sześćdziesiątych podzielona na tle taktyki i strategii działania.
Służba Bezpieczeństwa starała się przeniknąć do partii i śledzić jej działalność.

### Odrodzenie i zjednoczenie PPS w Polsce (1987–1990)
15 listopada 1987 podpisano deklarację założycielską krajowej PPS. Tego samego dnia, pomimo interwencji SB w trakcie zjazdu założycielskiego doszło do ogłoszenia Deklaracji Politycznej PPS. W wyniku sporów wobec strategii i taktyki partii w lutym 1988 doszło do podziałów, w wyniku których wyodrębniły się nurty: Piotra Ikonowicza pod nazwą PPS-Rewolucja Demokratyczna, Grzegorza Ilki pod nazwą TKK PPS oraz PPS Jana Józefa Lipskiego, który w wyborach parlamentarnych w 1989 z ramienia Komitetu Obywatelskiego „Solidarność” uzyskał mandat senatora. Posłami partii z list tego komitetu zostali Kazimierz Błaszczyk i Henryk Michalak (który w trakcie kadencji przeszedł do Unii Demokratycznej).

### Zjednoczona PPS w latach 90. XX wieku

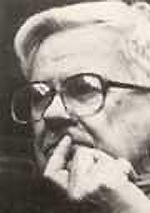
Jan Józef Lipski

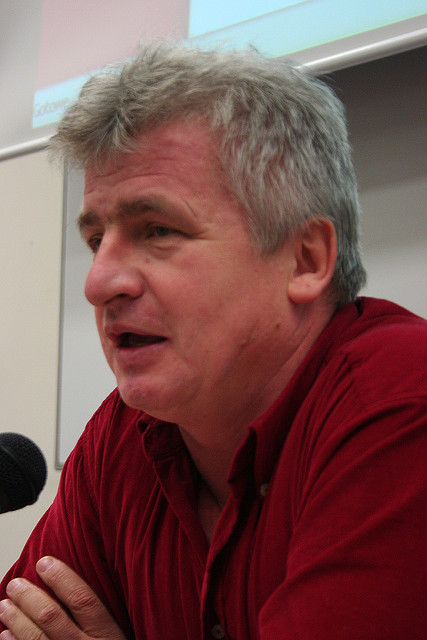
Piotr Ikonowicz

W lipcu 1991 w Warszawie odbył się XXIX kongres Odrodzonej PPS (numeracja uznawała tę z lat 1944–1948). Potępiono na nim tych członków kierownictwa PPS, którzy przyczynili się do jej upadku w 1948. Przewodniczącym RN został Edward Osóbka-Morawski, a CKW Władysław Sadlik. 6 marca 1992 podpisano umowę o współpracy Odrodzonej PPS z (Niezależną) PPS Mieczysława Krajewskiego, decydując o połączeniu obu grup.
W wyborach parlamentarnych w 1991 PPS uczestniczyła na listach Solidarności Pracy (w kole której pod koniec kadencji Sejmu kontraktowego zasiadał Kazimierz Błaszczyk) i Ruchu Demokratyczno-Społecznego. Solidarność Pracy uzyskała 2,06% głosów i cztery mandaty poselskie, żaden z nich nie przypadł jednak członkowi PPS.
Po śmierci Jana Józefa Lipskiego 10 września 1991, jeszcze w czasie trwania kampanii wyborczej, przewodnictwo Rady Naczelnej objął Stanisław Wąsik z Londynu, a na czele CKW stanął Piotr Ikonowicz. W 1992 władze PPS, nie chcąc rezygnować ze swej historycznej nazwy, odmówiły współtworzenia Unii Pracy, choć do nowego ugrupowania przeszła część działaczy.
W listopadzie 1992 na XXVI Kongresie PPS socjaliści rozczarowani dotychczasowymi rządami w przyjętej uchwale Lewica pracownicza zdystansowali się od podziałów historycznych, poszukując wsparcia w działaniach na rzecz pracowników. Spowodowało to nawiązanie współpracy z SdRP oraz innymi ugrupowaniami wywodzącymi się z PRL-owskiej PZPR. Na przewodniczącego RN PPS wybrano Piotra Ikonowicza, a CKW Jana Mulaka.
W wyniku decyzji I tury XXVI Kongresu PPS (kwiecień 1993) PPS weszła w skład koalicji pod nazwą Sojusz Lewicy Demokratycznej. Spowodowało to ostre podziały w PPS (m.in. ostry protest i rezygnację złożyła honorowa przewodnicząca PPS Lidia Ciołkoszowa), w wyniku których nastąpił rozłam. Jan Mulak nawiązał kontakt i współpracę z Odrodzoną PPS. W czerwcu, na kolejnym posiedzeniu jej Rady Naczelnej podjęto uchwałę o niewchodzeniu w sojusz z SLD i kontynuowaniu rozmów z PSL oraz innymi podmiotami.
W wyniku wyborów parlamentarnych w 1993 PPS z list SLD wprowadziła do Sejmu Rzeczypospolitej Polskiej posłów Piotra Ikonowicza, Mieczysława Krajewskiego, Andrzeja Lipskiego i Cezarego Miżejewskiego, a do Senatu Jana Mulaka. W trakcie kadencji do PPS przeszedł z Ruchu ludzi Pracy wybrany z ramienia SLD poseł Jacek Kasprzyk, a w Senacie do PPS wstąpili Jerzy Cieślak i Jerzy Kopaczewski. Po głosowaniu niezgodnie z dyscypliną klubu SLD w 1994, Piotr Ikonowicz, Andrzej Lipski i Cezary Miżejewski zostali z niego usunięci i założyli Koło Parlamentarne PPS, które funkcjonowało do 1997. Po śmierci Andrzeja Lipskiego w lipcu 1996 do koła przystąpiła Maria Walczyńska-Rechmal – dotychczasowa posłanka SLD. Koło PPS w Sejmie II kadencji inicjowało ustawy o ochronie lokatorów, wygaśnięciu roszczeń reprywatyzacyjnych, przeciwdziałaniu bezrobociu. Inicjowano działania w sprawie polityki regionalnej.
W wyborach prezydenckich w 1995 PPS poparła kandydata UP Tadeusza Zielińskiego, zaś w II turze lidera SdRP i SLD Aleksandra Kwaśniewskiego.
26 lutego 1996 w Warszawie odbył się Kongres Jedności PPS, w którym wzięły udział wszystkie nurty krajowego i emigracyjnego ruchu socjalistycznego. Przewodniczącym RN został Jan Mulak, a wiceprzewodniczącymi Piotr Ikonowicz i Jacek Kasprzyk, przewodniczącym CKW został Andrzej Lipski. Numerację kongresów zmieniono według interpretacji Odrodzonej PPS.
W wyborach w 1997 do Sejmu z list SLD mandaty poselskie otrzymali Piotr Ikonowicz, Jacek Kasprzyk i Bogdan Lewandowski, a reelekcję do Senatu uzyskali Jerzy Cieślak i Jerzy Kopaczewski. Parlamentarzyści ci utworzyli w ramach SLD Zespół Parlamentarny Polskich Socjalistów. W wyborach samorządowych w 1998 kandydaci PPS uzyskali pewną reprezentację, m.in. Marian Peters i Zbigniew Puchajda zostali wybrani do sejmiku warmińsko-mazurskiego.
W 1999, po przekształceniu się SLD w jednolitą partię, Rada Naczelna PPS nakazała posłom i senatorom PPS utworzenie samodzielnego koła poselskiego. Decyzję tę wykonał Piotr Ikonowicz. Utworzył on w listopadzie 1999 wraz z posłami Kazimierzem Milnerem i Lechem Szymańczykiem z Ruchu Ludzi Pracy oraz senatorami Jerzym Kopaczewskim z PPS Józefem Kuczyńskim wspólne Koło Parlamentarne PPS-RLP. Koło to rozpadło się w 2000, po niespełna roku.

### Lata 2000–2009
W wyborach prezydenckich w 2000 i parlamentarnych w 2001 PPS startowała samodzielnie, zyskując jedynie marginalne poparcie. W 2000 kandydat PPS Piotr Ikonowicz otrzymał 38 672 (0,22%) głosy, zajmując 10. miejsce spośród 12 kandydatów. W 2001 lista PPS uzyskała 13 459 głosów (0,1%), startując w 16 okręgach wyborczych.
Wskutek wewnętrznych sporów po przegranej, z członkostwa w PPS zrezygnował w 2002 jej dotychczasowy lider Piotr Ikonowicz. Utworzył on później ze swoimi zwolennikami w kwietniu 2003 nową partię – Nowa Lewica (istniejącą do 2011, w 2014 powołał Ruch Sprawiedliwości Społecznej).
Od listopada 2001 do maja 2003 przewodniczącym PPS był Zbigniew Puchajda (do 2002 radny sejmiku warmińsko-mazurskiego). W czerwcu 2003 na Kongresie PPS na przewodniczącego Rady Naczelnej PPS wybrany został Andrzej Ziemski. Od maja do czerwca 2005 funkcję tę pełnił Zdzisław Smagalski, a w lipcu 2005 na przewodniczącego prezydium Rady Naczelnej wybrano Mariana Petersa (byłego radnego sejmiku warmińsko-mazurskiego). 16 września 2006 funkcję tę objęła Krystyna Cała, zaś od 16 grudnia tego samego roku przez 12 lat i 3 miesiące szefem RN był Bogusław Gorski.
W wyborach do Parlamentu Europejskiego w 2004 Andrzej Ziemski, Piotr Kozioł i Leszek Kubik startowali z ramienia koalicyjnego komitetu KPEiR-PLD, który nie uzyskał mandatów.
5 grudnia 2004 PPS podpisała deklarację programową Unii Lewicy (wraz z Unią Pracy, Nową Lewicą, Polską Partią Pracy, Antyklerykalną Partią Postępu „Racja”, Demokratyczną Partią Lewicy i Centrolewicą RP), jednak (podobnie jak pozostałe partie) nie weszła w skład utworzonej później partii o tej nazwie. 24 lipca 2005 podpisała porozumienie wyborcze z partiami lewicy pozaparlamentarnej: PPP, APP „Racja”, Komunistyczną Partią Polski i Polską Partią Ekologiczną – Zielonych. Pod koniec kadencji w 2005 do PPS przeszedł z SLD senator Bogusław Litwiniec.
W wyborach parlamentarnych w 2005 partia wystartowała w ramach komitetu wyborczego Polskiej Partii Pracy (wspólnie z APP „Racja”, KPP i PPE-Z). Komitet zdobył 91 266 głosów (0,77% poparcia w skali kraju). Reprezentanci PPS na listach PPP uzyskali 5234 głosy, co dało 0,04% poparcia w skali kraju. W wyborach prezydenckich w 2005 PPS udzieliła poparcia kandydatowi PPP Danielowi Podrzyckiemu (który nie wziął udziału w wyborach z powodu śmierci w wypadku samochodowym). W wyborach samorządowych w 2006 PPS nie zawarła koalicji na szczeblu krajowym, rejestrując własny komitet w PKW; jednocześnie instancje terenowe zostały upoważnione do koalicji lokalnych.
W wyborach parlamentarnych w 2007 PPS startowała (4 kandydatów w okręgach: Warszawa, Szczecin, Kielce) z list PPP, która uzyskała 160 476 głosów (0,99%).
Przed wyborami do Parlamentu Europejskiego w 2009 PPS nie porozumiała się w sprawie wspólnego startu z Racją Polskiej Lewicy i ostatecznie wystartowała samodzielnie, wystawiając listę jedynie w okręgu wyborczym nr 3 (Olsztyn). Oddano na nią 1331 głosów, co dało ostatnie miejsce zarówno w skali okręgu (11., 0,32% głosów), jak i kraju (12., 0,02% głosów).

### Lata 2010–2018
W wyborach prezydenckich w 2010 Rada Naczelna PPS nie poparła żadnego z kandydatów. Działacze na niższym szczeblu opowiedzieli się za Bogusławem Ziętkiem z PPP lub Grzegorzem Napieralskim z SLD. W wyborach parlamentarnych w 2011 pojedynczy członkowie PPS startowali bez sukcesów z ramienia SLD bądź (nieoficjalnie) PPP.
12 października 2013 PPS współtworzyła Porozumienie Społeczne „Zmiana” wraz z Polską Lewicą, Partią Regionów, stowarzyszeniem Ruch Ludzi Pracy oraz Związkiem Zawodowym Rolnictwa i Obszarów Wiejskich „Regiony”. Po niedługim czasie PPS wystąpiła jednak z tej koalicji i w wyborach do Parlamentu Europejskiego w 2014 kilku jej działaczy znalazło się na listach Partii Zieloni (której komitet zarejestrowany został jedynie w części okręgów).
W wyborach samorządowych w 2014 działacze PPS startowali pod różnymi szyldami. W wyborach do sejmiku mazowieckiego wystawili w jednym okręgu listę pod nazwą Partia Józefa Piłsudskiego. Komitety pod tą nazwą powołali także w wyborach w Płocku i gminie Słupno. Do rady Gubina działacze PPS wystartowali jako Lewica dla Gubina. W niektórych miejscach PPS startowała z list SLD Lewica Razem bądź z list komitetów lokalnych. Przed wyborami prezydenckimi w 2015 PPS popierała kandydaturę wysuwanej przez UP wicemarszałek Sejmu Wandy Nowickiej, która nie zebrała wymaganej do startu liczby podpisów. PPS nie poparła żadnego z zarejestrowanych kandydatów.
Przed wyborami parlamentarnymi w 2015 PPS weszła w koalicję (Zjednoczona Lewica) z SLD, Twoim Ruchem, UP i Zielonymi. W ramach komitetu ZL kilkoro kandydatów PPS wystartowało do Sejmu i Senatu. Koalicja nie uzyskała mandatów parlamentarnych. Przekroczyła próg uprawniający do otrzymania subwencji z budżetu państwa, jednak PPS, jako jedynej partii, nie przypadła w udziale żadna część dotacji.
W marcu 2016 PPS współtworzyła Porozumienie Socjalistów, w ramach którego współpracuje kilka niszowych organizacji lewicowych. W maju 2018 wydały one wspólne oświadczenie przed wyborami samorządowymi. W następnym miesiącu PPS znalazła się wśród organizacji reaktywujących koalicję SLD Lewica Razem, z ramienia którego wystawiła kandydatów m.in. do sejmików województw i rady Warszawy w wyborach samorządowych w 2018.

### Od 2019
Pomimo początkowego udziału w tworzeniu koalicji Lewica Razem (na początku 2019), PPS zdecydowała się nie brać udziału w wyborach do Parlamentu Europejskiego w 2019. Na kongresie 16 marca tego samego roku Bogusława Gorskiego na stanowisku przewodniczącego Rady Naczelnej partii zastąpił Wojciech Konieczny. 24 czerwca 2019 objął on mandat w Sejmiku Województwa Śląskiego, zastępując wybranego do Parlamentu Europejskiego radnego SLD Marka Balta.

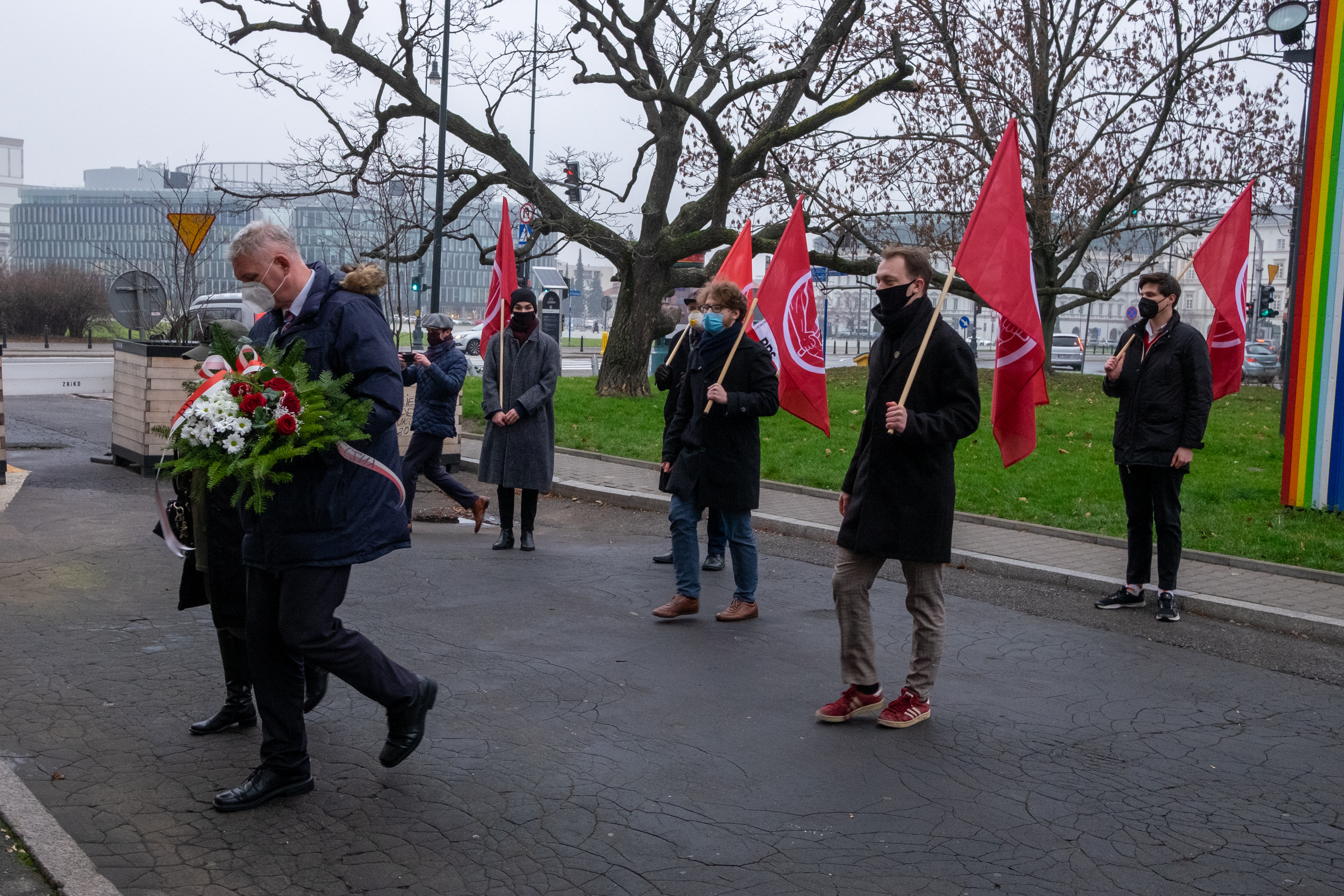
Członkowie PPS składający wieniec w 98. rocznicę morderstwa Gabriela Narutowicza (2020)

W lipcu 2019 PPS porozumiała się w sprawie wspólnego startu w wyborach parlamentarnych w tym samym roku (w ramach koalicji Lewica, formalnie pod szyldem Sojuszu Lewicy Demokratycznej) z SLD, Wiosną i partią Lewica Razem (później do porozumienia przystąpił też m.in. TR). Wojciech Konieczny został ogłoszony kandydatem SLD do Senatu (przy poparciu m.in. Koalicji Obywatelskiej). Uzyskał on mandat, natomiast nie udało się to kandydatom do Sejmu rekomendowanym przez PPS, którzy zdobyli łącznie 2798 głosów.

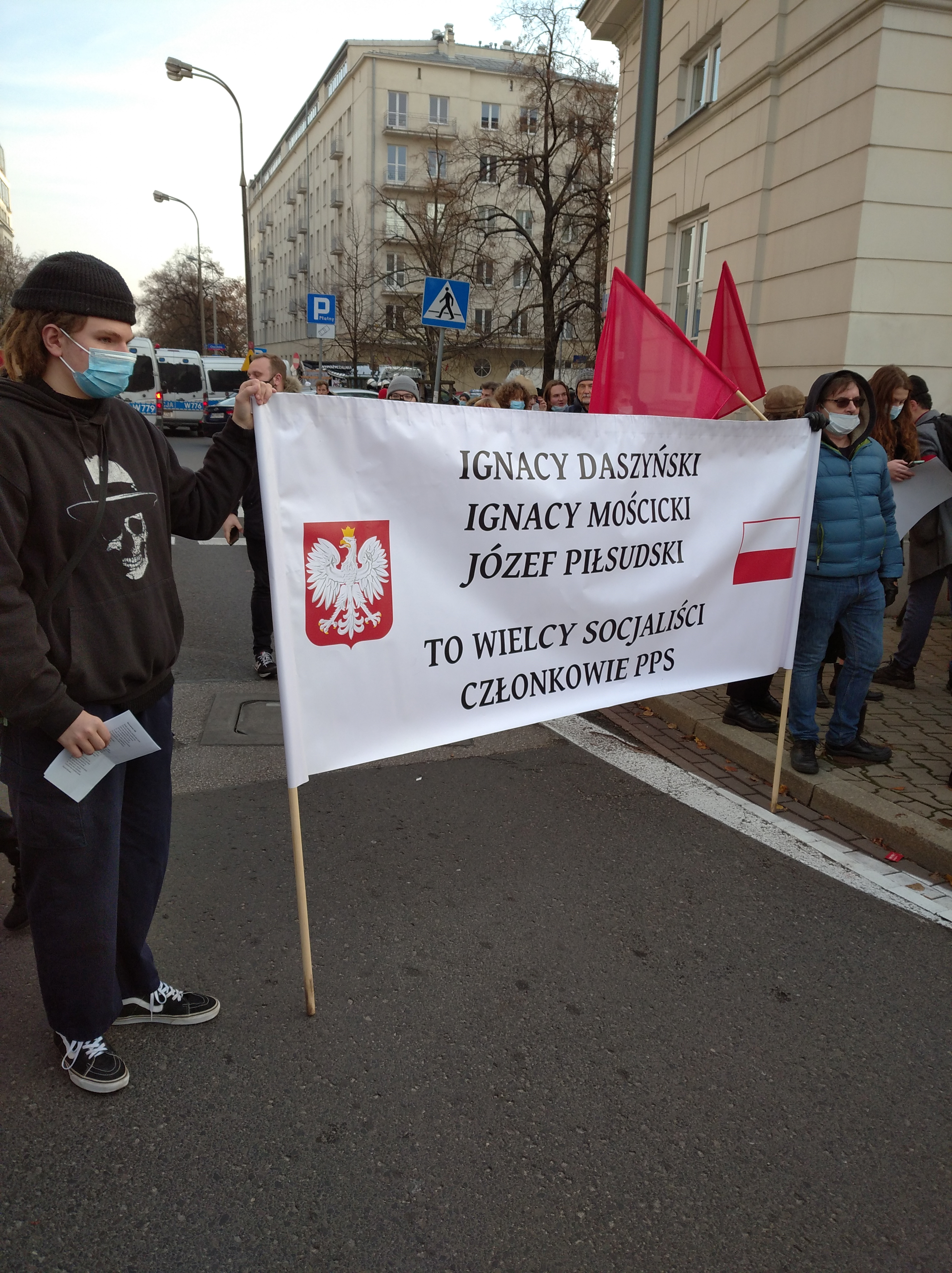
Transparent upamiętniający czołowych polityków PPS (2021)

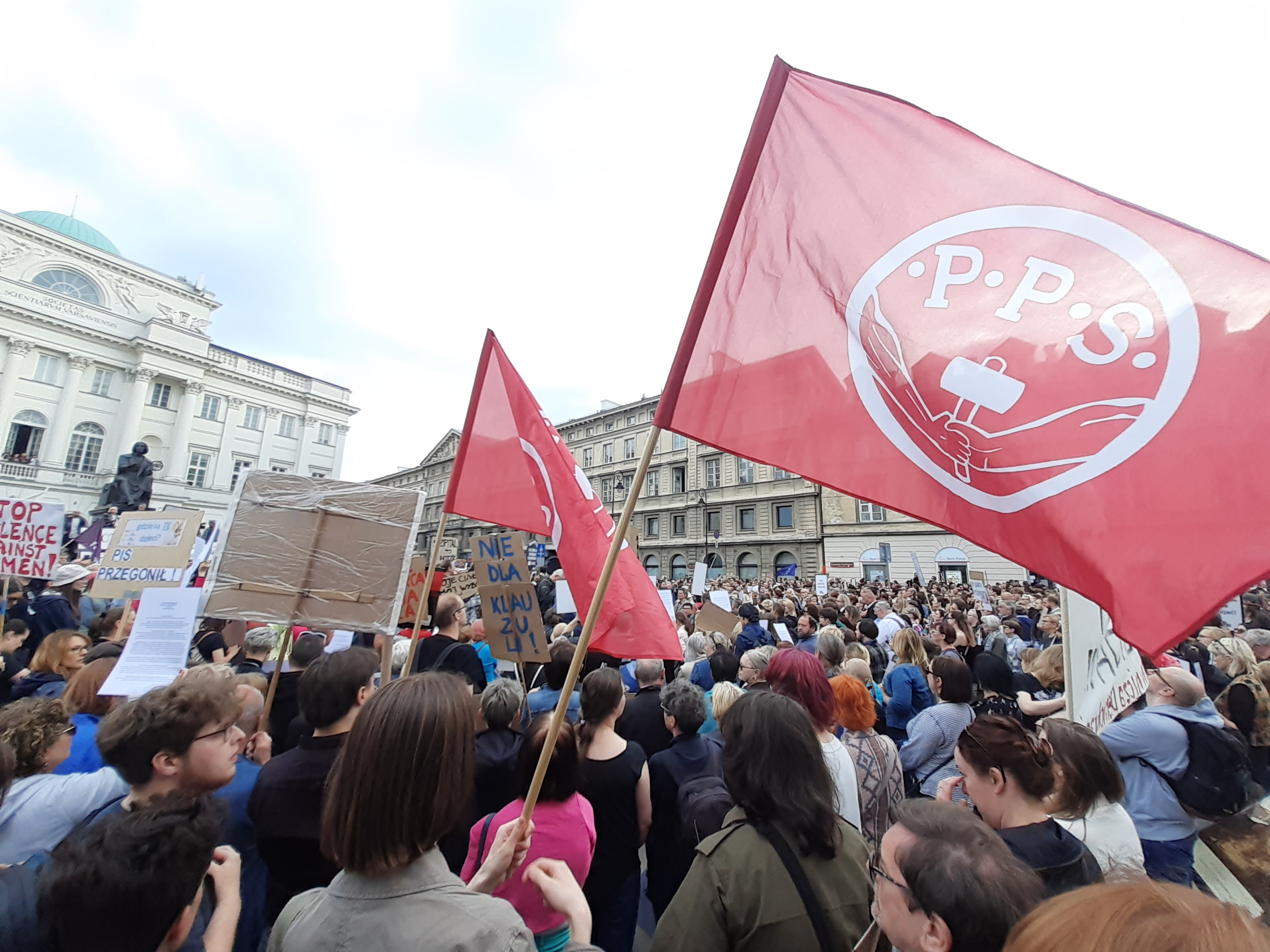
Flagi PPS na demonstracji w Warszawie (2023)

W wyborach prezydenckich w 2020 PPS poparła wystawionego wspólnie przez SLD, Wiosnę i Razem prezesa Wiosny Roberta Biedronia, który zajął 6. miejsce. W II turze PPS nie udzieliła poparcia żadnemu kandydatowi.
14 grudnia 2021 powstało parlamentarne koło Polskiej Partii Socjalistycznej, którego przewodniczącym został przewodniczący Rady Naczelnej PPS, senator Wojciech Konieczny. Przystąpili do niego też parlamentarzyści odchodzący z Nowej Lewicy – wicemarszałek Senatu Gabriela Morawska-Stanecka oraz posłowie Robert Kwiatkowski i Joanna Senyszyn – a także Andrzej Rozenek, nieprzyjęty wcześniej do NL. Andrzej Rozenek i Joanna Senyszyn wstąpili także do partii.
Część działaczy PPS (m.in. Anna Grodzka i młodzieżówka partii) wysunęła wątpliwości co do prawidłowości formalnych przy powołaniu koła i przyjęciu do partii nowych członków, domagając się ustąpienia Wojciecha Koniecznego z funkcji przewodniczącego RN. Władze naczelne PPS 29 grudnia wyraziły aprobatę dla powstania KP PPS w formie uchwały.
W styczniu 2022 Rada Naczelna PPS zaakceptowała powstanie koła parlamentarnego, uznając je za „wielką szansę polityczną”. Na kongresie PPS 19 marca 2022 Wojciech Konieczny utrzymał funkcję przewodniczącego Rady Naczelnej. W wyniku odejścia grupy działaczy w 2022 rozwiązano kilka miejskich kół partii (m.in. Łódź, Poznań, Szczecin czy Gdynia; zrezygnowała także większość członków kół krakowskiego czy wrocławskiego), a Organizacja Młodzieżowa PPS, która opuściła ugrupowanie, powołała formację Czerwoni. Z ugrupowania odeszła też Anna Grodzka.
Parlamentarzyści, którzy w 2021 dołączyli do PPS, powołali w czerwcu 2022 – nawiązujące do dawnej partii SLD – Stowarzyszenie Lewicy Demokratycznej. 25 czerwca 2022 podpisało ono – podobnie jak PPS – porozumienie o współpracy przed najbliższymi wyborami parlamentarnymi wraz z UP, Socjaldemokracją Polską, Wolnością i Równością, a także m.in. stowarzyszeniem RLP i środowiskiem dawnej partii Inicjatywa Feministyczna, opowiadając się za „szerokim porozumieniem wyborczym opozycji demokratycznej”.
12 stycznia 2023 Wojciecha Koniecznego jako przewodniczącego koła parlamentarnego PPS zastąpiła Joanna Senyszyn. 5 lutego tego samego roku Rada Naczelna PPS podjęła uchwałę o chęci wspólnego startu partii z Nową Lewicą, Lewicą Razem i Unią Pracy w wyborach parlamentarnych w 2023 (w sierpniu do tego porozumienia dołączyła także SDPL) i wycofała zgodę na posługiwanie się nazwą partii i jej symbolami przez koło parlamentarne, które (bez udziału przewodniczącego partii Wojciecha Koniecznego, który został senatorem niezrzeszonym, a 7 marca ponownie został członkiem klubu Lewicy) tego samego dnia przemianowało się w Koło Parlamentarne Lewicy Demokratycznej. W sierpniu tego samego roku oboje posłów należących do PPS (Andrzej Rozenek i Joanna Senyszyn) zrezygnowało z członkostwa w partii.
W wyborach parlamentarnych w tym samym roku kandydaci PPS startujący do Sejmu z list NL nie zdobyli mandatów, jednak Wojciech Konieczny uzyskał reelekcję w wyborach do Senatu. W grudniu 2023 został wiceministrem zdrowia, stając się pierwszym przedstawicielem PPS w krajowym rządzie od 75 lat. W 2024 w wyborach samorządowych oraz do Parlamentu Europejskiego PPS współtworzyła wraz z NL, Razem i UP Koalicyjny Komitet Wyborczy Lewica. W wyborach europejskich jej działacze nie znaleźli się jednak na listach.

## Przewodniczący Rady Naczelnej PPS od 1990
- 1990–1991: Jan Józef Lipski
- 1991–1992: Stanisław Wąsik
- 1992–2001: Piotr Ikonowicz
- 2001–2003: Zbigniew Puchajda
- 2003–2005: Andrzej Ziemski
- 2005: Zdzisław Smagalski
- 2005–2006: Marian Peters
- 2006: Krystyna Cała
- 2006–2019: Bogusław Gorski
- od 2019: Wojciech Konieczny

## Młodzieżówka
W latach 1923–1936 organizacją młodzieżową PPS był początkowy Centralny Wydział Młodzieży Towarzystwa Uniwersytetu Robotniczego, który w 1926 przekształcił się w Organizację Młodzieży TUR. W 1936 zastąpiły ją Koła Młodzieży PPS. W 1944 jednak reaktywowano OM TUR, która w 1948 (krótko przed współtworzeniem PZPR przez PPS) współtworzyła Związek Młodzieży Polskiej. Po reaktywacji krajowej PPS, w latach 90. XX wieku powstała Organizacja Młodzieżowa PPS (nieformalnie „Młodzi Socjaliści”), która została zawieszona, a następnie zlikwidowana na początku XXI wieku. W ramach reorganizacji podjęto próbę odbudowy młodzieżówki pn. „Organizacja Młodzieżowa TUR”, z czego zrezygnowano. W 2019 reaktywowano OM PPS i nadano jej przydomek „Czerwona Młodzież”. W 2022, w proteście przeciwko działaniom związanym z powołaniem koła parlamentarnego PPS, podjęła ona jednak decyzję o odłączeniu się od struktur partyjnych i następnie o przekształceniu się w organizację Czerwoni. W 2023 powstała nowa młodzieżówka partii, Młodzi Socjaliści PPS.

## Czasopisma związane z PPS
- „Głos Kobiet” – Warszawa
- „Robotnik” – Warszawa
- „Gazeta Ludowa” – Lwów
- „Łodzianin” – Łódź
- „Naprzód” – Kraków
- „Gazeta Robotnicza” – Katowice
- „Głos Poranny” (zbliżony do PPS) – Łódź
- „Życie Robotnicze” – Radom
- „Światło” – Londyn